# 평안 누층군
평안 누층군(平安 累層群, Pyeongan supergroup) 또는 평안계 지층(平安系 地層)은 고생대 후기 석탄기에서 중생대 초기 트라이아스기까지 한반도 내의 평남 분지와 옥천 습곡대에 퇴적된 육성층(陸成層)으로, 주로 셰일과 사암 그리고 사이에 있는 무연탄 등으로 구성된다. 이 지층군에는 석탄의 일종인 무연탄 지층이 다수 포함되어 있어 강원특별자치도 강릉시와 삼척시, 영월군, 충청북도 단양군, 보은군, 경상북도 문경시, 전라남도 화순군 등에서 탄전(炭田)을 형성하고 있고 과거 이곳에서 무연탄이 채굴되었다.

## 구성
대한민국에 분포하는 평안 누층군은 최대 1,400 m의 두께를 가진다. 평안 누층군은 과거 하부로부터 홍점통(→만항층), 사동통(→금천층, 장성층), 고방산통(→함백산층, 도사곡층, 고한층), 녹암통(→동고층)으로 구분하였다. 코다이라(Kodaira, 1924)는 북한 지역의 평남 분지에 분포하는 후기 고생대 퇴적암층을 평안계(system)라고 제안하였고, 카와사키(Kawasaki, 1927)와 타테이와(Tateiwa, 1931)는 평안계를 4개의 통(series; 현재의 층군에 해당) 즉 홍점통, 사동통, 고방산통 그리고 녹암통으로 구분하였다. 남한 지역의 태백산 분지에 분포하는 평안 누층군의 층서는 일본 학자들과 태박산지구지하자원조사단(GICTR, 1962)에 의해 처음으로 북한 지역과 유사한 4개의 통으로 구분되었다.
그러나 한국전쟁으로 인한 한반도의 분단 이후 조선민주주의인민공화국 지역의 접근이 불가능해졌고 평남 분지와 태백산 분지 간의 암석 차이 및 대비 문제가 점차 제기되었다. 이에 1969년 지질학자 정창희는 삼척탄전을 평안 누층군의 표식지로 삼고, 삼척탄전의 평안 누층군을 밑에서부터 만항층, 금천층, 장성층, 함백산층, 도사곡층, 고한층, 동고층으로 새로 설정하였다. 그리고 만항층과 금천층을 고목층군, 장성층과 함백산층을 철암층군, 도사곡층, 고한층, 동고층을 황지층군으로 설정하였다. 이들 지층명은 오늘날 대한민국에 분포하는 평안 누층군의 표준 층서로 자리잡아 현재는 대부분의 연구자가 이 명칭을 사용한다.
한편 조선민주주의인민공화국에서는 평남 분지의 고생대 중-상세 퇴적층에 대한 평안계(남한의 평안 누층군에 해당)라는 지층명이 폐지되었으며 이를 하부의 강동군층(홍점주층, 립석주층) 및 상부의 개천군층(사동주층, 고방산주층, 태자원주층)으로 나누고 있다. 강동군층은 석탄기 중-상세 해성층, 개천군층은 페름기 하세-삼첩기 하세 육성층으로 보고 있다.
평안 누층군의 지질 계통표와 층서는 다음과 같다. 그간 평안 누층군을 대상으로 이루어진 많은 조사 연구가 석탄 개발을 목적으로 한 바, 평안 누층군의 분포지는 일반적으로 '삼척탄전', '강릉탄전'과 같이 지역명 뒤에 탄전(炭田)이라는 명칭을 사용한다.
| 지질 시대                      | 지질 시대                    | 지질 시대    | 지역     | 지역       | 지역          | 지역     | 지역     | 지역     | 지역     | 지역       | 지역     |
| 기                             | 세                           | 절           | 삼척탄전 | 강릉탄전   | 정선-평창탄전 | 영월탄전 | 단양탄전 | 보은탄전 | 화순탄전 | 평남분지   | 두만분지 |
| ------------------------------ | ---------------------------- | ------------ | -------- | ---------- | ------------- | -------- | -------- | -------- | -------- | ---------- | -------- |
| 중생대 삼첩기 201.3–252.17 Mya | 중세 237–247.2 Mya           | 아니시안     | 동고층   |            | 박지산층      |          | 동고층   |          | -        | 태자원주층 |          |
| 중생대 삼첩기 201.3–252.17 Mya | 전세 247.2–252.17 Mya        | 인두안       | 동고층   |            | 상원산층      |          | 동고층   |          | -        | 태자원주층 |          |
| 고생대 페름기 252.17–298.9 Mya | 로핑기아 252.17–259.8 Mya    | ch           |          |            |               |          |          |          | -        | 고방산주층 | 송상통   |
| 고생대 페름기 252.17–298.9 Mya | 과달루페 259.8–272.3 Mya     | 카피탄       | 고한층   | (언별리층) | 옥갑산층      |          | 고한층   |          |          | 고방산주층 | 송상통   |
| 고생대 페름기 252.17–298.9 Mya | 과달루페 259.8–272.3 Mya     | 워디안       | 도사곡층 | 망덕산층   | 옥갑산층      |          | 도사곡층 |          | -        | 고방산주층 | 송상통   |
| 고생대 페름기 252.17–298.9 Mya | 과달루페 259.8–272.3 Mya     | 로디안       | 도사곡층 | 망덕산층   | 옥갑산층      |          | 도사곡층 |          | 천운산층 | 고방산주층 | 송상통   |
| 고생대 페름기 252.17–298.9 Mya | 시수랄리아 272.3–298.9 Mya   | 쿤쿠리안     | 함백산층 | 함백산층   | 옥갑산층      |          | 함백산층 | 함백산층 | 천운산층 | 고방산주층 | 계룡산통 |
| 고생대 페름기 252.17–298.9 Mya | 시수랄리아 272.3–298.9 Mya   | 아르틴스키안 | 장성층   | 장성층     | 장성층        | 미탄층   | 장성층   | 장성층   | 함탄층   | 사동주층   | 계룡산통 |
| 고생대 페름기 252.17–298.9 Mya | 시수랄리아 272.3–298.9 Mya   | 사크마리안   |          |            | 밤치층        | 밤치층   |          | 밤치층   |          | 사동주층   | 암기통   |
| 고생대 페름기 252.17–298.9 Mya | 시수랄리아 272.3–298.9 Mya   | 아셀리안     |          |            | 밤치층        | 밤치층   |          | 밤치층   | 립석주층 |            | 암기통   |
| 고생대 석탄기 252.17–298.9 Mya | 펜실베이니아 298.9–323.2 Mya | 모스크바     | 금천층   | 금천층     | 금천층        | 판교층   | 금천층   |          | 오음리층 | 홍점주층   |          |
| 고생대 석탄기 252.17–298.9 Mya | 펜실베이니아 298.9–323.2 Mya | 모스크바     | 만항층   | 만항층     | 만항층        | 요봉층   | 만항층   | 만항층   | 용마산층 | 홍점주층   |          |
| 고생대 석탄기 252.17–298.9 Mya | 펜실베이니아 298.9–323.2 Mya | 바시키르     | 만항층   |            | 만항층        | 요봉층   | 만항층   |          | 용마산층 |            |          |

## 과거의 분류

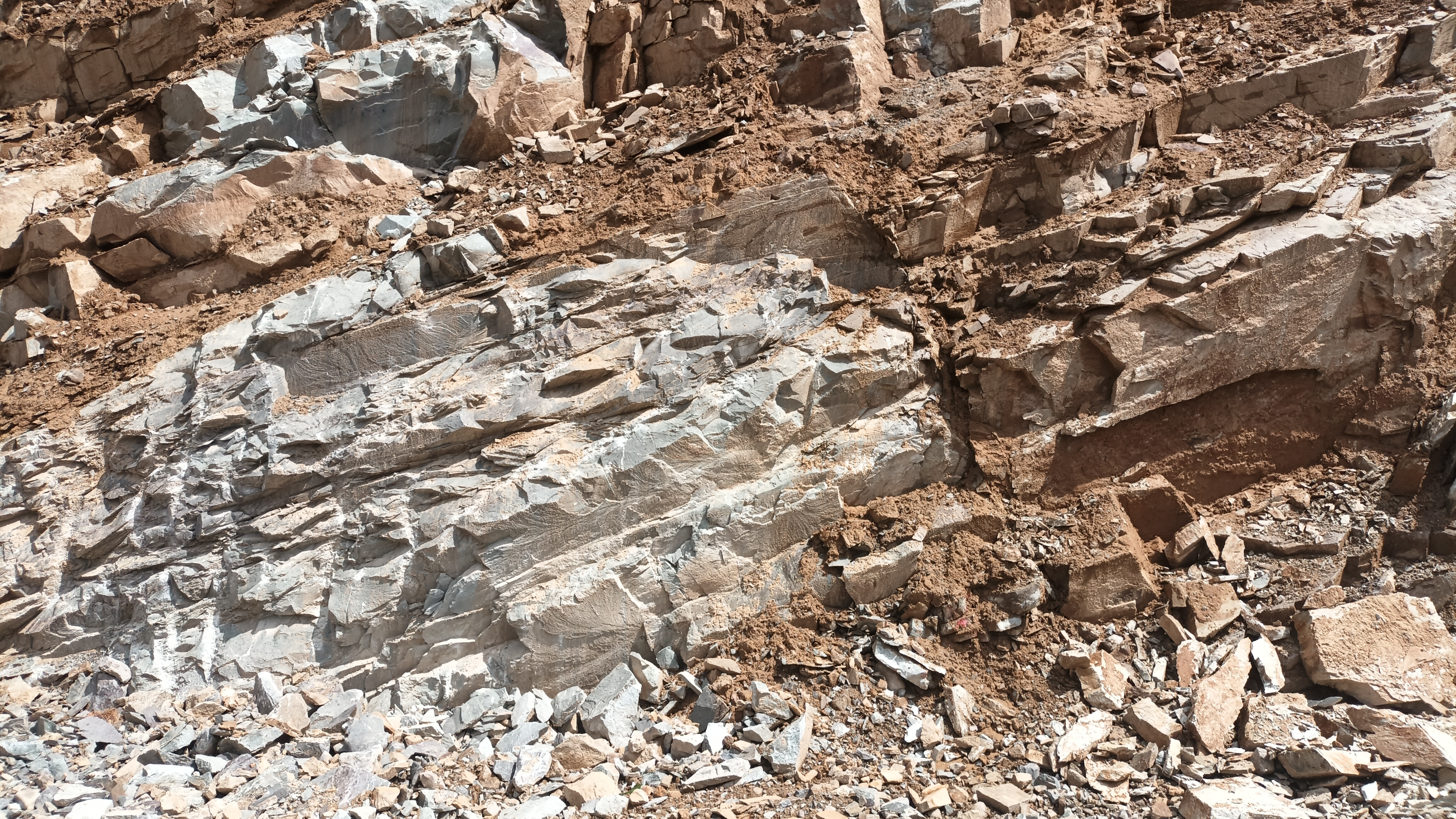
단양군 영춘면 사지원리 군간교삼거리 도로변의 평안 누층군 녹암층

아래는 태백산지구지하자원조사단(GICTR, 1962)에 의해 분류된 평안 누층군의 설명이다. 이 층서는 정창희(1969)가 삼척탄전의 평안 누층군을 만항층~동고층으로 새로 설정한 이후에도 한동안 계속 사용되었고 문경탄전에서는 아직도 아래 명칭을 사용하고 있다.

### 홍점층
홍점층군(Ch; Carboniferous Hongjeom series, 紅店統)은 조선 누층군을 부정합으로 덮는 평안 누층군의 최하부 지층이다. 본 지층은 역암, 사암, 사질셰일, 셰일 및 석회암 등으로 구성되어 있다. 사암은 조립 내지 중립질이며 녹회색 내지 백회색을 띠고 있다. 셰일 내지 사질 셰일은 보통 자색, 녹회색, 회색 및 갈색을 띠고 있으나 태백시 황지동과 같이 간혹 흑색 셰일이 발달되는 곳도 있다. 정선-평창탄전 지역에 발달하는 본 지층 중에는 자색을 띠는 암석이 희소함이 특징이며 대체로 녹회색의 암석이 우세하다. 석회암은 대체로 본 층 하부에 많이 발달되며 백색 내지 담홍색을 띤다. 역암은 기저 역암으로서 나타나며 삼척탄전의 장성광업소 앞 동점동, 도계읍, 흥전갱, 황지동, 정선군 사북리, 옥동탄광, 영월 및 강릉탄전 지역 등에서 볼 수 있다. 기저 역암층의 두께는 15cm ~ 4m다. 황지동 북방 화전동과 옥동 등지에서는 본 층 중에 얇은 석탄층이 협재되는 일이 있다. 본 지층의 두께는 지역적으로 큰 차이가 있으나 평균 250m 정도다. 그러나 강릉, 영월탄전 지역에서는 300~400m로 측정된다. 본 층의 석회암 중에서는 해백합의 화석이 곳곳에서 관찰되며 그 지질시대는 상부 석탄기로 추정된다.

### 사동층
사동층군(Ps; Permian Sadong series, 寺洞統)은 평안 누층군의 주요 함탄(含炭)층이며 하부의 홍점층, 상부의 고방산층과의 관계는 각각 정합적 관계인 것으로 보이나 강릉탄전의 밤치(율치) 부근에서는 고방산층과 부정합적 관계가 의심된다. 본 층은 주로 흑색 셰일, 사질 셰일 및 사암으로 구성되며 이에 회색 내지 암회색의 셰일, 사질 셰일 및 사암이 협재된다. 하부에 3~4매의 얇은 석회암층이 발달함이 특징이나 강릉탄전과 정선-평창탄전의 평창군 진부면 마평리의 인락원 마을에서는 본 층 중에서 석회암층을 발견할 수 없다. 본 지층 중에는 보통 3매의 석탄층이 발달하며 상탄층은 고방산층 직하 15m 지점, 중탄층은 40~50m 지점, 하탄층은 70~80m 지점에 위치한다. 본 지층의 두께는 지역에 따라 다르나 대체로 평균 120~150m이다. 그러나 강릉탄전의 임곡 지구에서는 63m에 불과하며 정선-평창탄전의 인락원 마을에서는 89m, 영월탄전에서는 대단히 두꺼우며 최대 450m에 달한다.
- 강릉탄전의 강릉시 강동면 산성우리에서는 본 층이 주로 흑색 셰일과 사질 셰일로 구성되어 있으며 상탄층 상반과 하탄층 하반에 10m 내외의 조립 내지 중립사암이 있고 상 및 중탄층 중간 및 하탄층 약 10m 상위에 2~3m의 세립 사암이 협재되어 있다. 왕산면 지구에서는 적색 셰일이 우세하지만 사암도 발달해 있으며 두께도 가장 두껍다. 특히 상 및 하탄층 하반 사암은 각 20 m 정도로 측정된다. 강동면 임곡리 지구에서는 지층의 두께가 63 m에 불과하며 상탄층 상반, 중탄층 하반 사암 외에는 거의 셰일로 구성된다. 대체로 강릉탄전의 사동층은 변질을 많이 받았으며 셰일 중에는 특이한 변성 광물이 함유되어 있다.
  - 정선-평창탄전에 발달하는 정선 대향사 남동부와 북서부에서 본 층의 발달 상태가 다르다. 전자는 셰일이 우세하고 하부에 석회암층이 발달되며 두께는 150 m로 측정된다. 석탄층은 삼척탄전에서와 같이 상, 중, 하탄층이 고방산층 직하 15, 40, 70~80 m 지점에 발달한다. 후자는 사암이 우세하며 하부 석회암층의 발달이 미약하며 (인락원 마을에서는 전혀 발달하지 않음) 지층의 두께는 북서부 남측은 정상적이지만 북쪽으로 가면서 점차로 감소해 90~120 m가 된다. 석탄층은 본 탄층이 고방산층 직하 80 m 지점에 위치하며 그 하반에는 특징적인 흑색 조립사암이 4~5 m 두께로 나타남으로 석탄층 채굴의 지침이 된다.
- 삼척탄전의 사동층은 가장 잘 알려져 있으며 오래전부터 조사되어 왔다. 본 지역 사동층의 두께는 120 m 정도이며 이를 상, 중, 하로 구분한다. 하부는 기저에서 40 m 까지로서 하탄층 하부 사암의 아래까지다. 하부는 흑색 셰일, 사질 셰일, 사암으로 구성되며 이에 4~5매의 석회암이 협재된다. 이 석회암은 암회색을 띠며 해백합, 산호, 완족류의 화석이 산출되어 해성층임을 지시한다. 따라서 하부 사동층을 해성층으로 규정하고 있다. 사동층 중부의 상한은 고방산층 기저부에서 약 40 m 아래 지점까지이며 이는 중탄층 바로 위에 해당한다. 구성 암석은 사암, 사질 셰일, 셰일이며 사암이 우세하다. 중탄층 하반은 흑색 조립사암이며 보통은 4~5 m 정도지만 선암 및 강원탄광 등에서 40 m 정도가 되는 곳도 있다. 상부 사동층은 중부 최상위 부분에서 고방산층 기저 직하부까지이며 대략 40 m의 두께를 가진다. 그 기저부를 구성하는 흑색 셰일 중에 보존이 양호한 식물 화석이 많이 발견된다. 이 화석층을 제외하고는 대부분 흑색 내지 암회색 세립사암 및 사질셰일로 구성된다.
- 단양탄전의 사동층은 대부분 흑색 셰일, 사질 셰일 및 회색 내지 흑색인 세립사암의 호층(互層)으로 구성되며 이들 호층 사이에 회색 조립사암이 협재된다. 하부에는 암회색의 석회암 지층이 1~5매 협재된다. 석탄층의 위치는 삼척탄전의 그것과 비슷하나 탄층의 발달은 빈약하다. 정창희(1967)에 의하면 삼척탄전 사동층의 사암은 분급이 좋은 조립~극조립질사암이며 광물학적 성숙도가 매우 높다.[9]
- 영월탄전의 사동층은 평창군 미탄면 율치리에서 마차리 스러스트 단층의 동측을 따라 남-북 방향으로 길게 분포한다. 이 지역에서는 습곡 및 단층의 작용으로 반복되고 또 지층의 두께가 두꺼워 지표에 넓게 분포한다. 본 층의 기저에 발달하는 암회색 석회암이 약 9 m 두께로 홍점층을 정합적으로 덮고 있다. 본 층의 하부를 구성하는 암석은 회색 사암(70 m), 흑색 셰일(100 m) 및 수 매의 석회암층이다. 중부는 두께 150~200 m의 암회색 사암으로 구성되며 상부는 두께 100~150 m의 두꺼운 흑색 셰일로 되어 있다. 석탄층은 본 층 하부의 상부(석회암층 아래)에 약 1.5 m 두께로 1매, 상부 셰일층 하부에 약 20~30 m 간격을 두고 1~2 m 두께로 3매 발달되어 있다. 사동층은 본 층 내에서 산출되는 식물 화석으로 보아 그 지질시대는 페름기로 보인다.

### 고방산층
고방산층군(TRg; Triassic Gobangseon series, 高坊山統)은 사동층을 정합적으로 덮고 있으나 사동층의 구성 암석이 흑색 내지 암회색인데 비하여 고방산층의 암석은 백색 내지 회색인 점이 현저한 차이다. 이 지층은 유백색 내지 회백색 조립사암, 회색 세립사암, 사질 셰일 및 셰일 등으로 구성되며 전반적으로 사질 암석이 어디서나 우세하게 발달한다. 기저부에서는 삼척탄전에서와 같이 간혹 역질 사암이 산출되는 곳도 있다. 본 지층 중부 가까이에 옥동탄광, 정선탄광 동남부 등지에서는 흑색 셰일이 50 m 내외로 발달되는 곳이 있어 사동층과 혼동되는 경우가 있다. 강릉탄전과 정선-평창탄전의 본 지층 중 회색인 셰일층 및 사질 셰일층 중에는 변성 광물이 함유되어 있다. 본 지층의 두께는 평균 250 m 정도이다. 본 층의 셰일 중에는 다량의 식물 화석이 산출되며 이들 종류로 보아 본 지층의 지질시대는 중생대 트라이아스기 하부로 인정된다.

### 녹암층
녹암층군(TRn; Triassic Nogam series, 綠巖統)은 암석에 따라 상, 중, 하부로 나누어진다. 녹암층이 가장 잘 발달한 곳은 정선-평창탄전의 정선 대향사의 가운데 부분과 삼척탄전의 장성탄전 문곡동, 황지동 일부 지역이다. 그 표식 분포지는 장성탄광 태백장(莊) 앞을 지나 황지로 가는 도로 주변이다.
- 녹암층 하부(TRn1; Triassic lower Nogam series)는 주로 사암으로 구성되며 이에 사질 셰일과 얇은 셰일층이 협재된다. 삼척탄저에서 암석은 자색(赭色)을 띠며 조립(곳에 따라서는 역질)을 이루지만 정선-평창탄전 지역에서는 녹회색을 띠고 있음이 큰 차이점이다. 정선-평창탄전 북부에서는 암회색 셰일층이 발달되며 이에는 변질광물이 포함된다. 두께는 삼척탄전에서 230 m, 정선-평창탄전에서는 300~500 m로 측정된다.
- 녹암층 중부(TRn2; Triassic middle Nogam series)는 삼척탄전과 정선-평창탄전 지역에서 차이를 보인다. 전자는 두께 1,700 m 이상에 주로 회색 내지 녹회색 세립사암으로 구성되며 이에 백색 내지 회색의 조립 내지 중립사암이 협재되나 후자는 주로 회색 황녹회색 세립사암 및 사질 셰일로 구성되어 있다.
- 녹암층 상부(TRn3; Triassic upper Nogam series)는 주로 사암으로 구성되며 이에 사질 셰일 및 셰일이 약간 협재된다. 사암은 주로 조립사암이지만 곳에 따라 역질 사암도 존재한다. 암석은 자색(赭色)이 우세하며 그 외에 (녹)회색을 띠는 부분도 있다. 삼척탄전에서의 본 층은 녹색의 조립사암, 조립질-알코스질사암 및 자색의 사질 셰일 등으로 구성된다. 본 지층의 두께는 그 최상부가 없어 확실치 않으나 800~1,000 m 정도로 추정된다.

한국지질자원연구원 MGEO 지질정보시스템에서 제공되는 5만 지질도는 조사 시점의 지질 조사자 의견을 전적으로 반영하였기 때문에 과거의 홍점층, 사동층, 고방산층, 녹암층이 표시되어 있다. 즉 (조선 누층군의 직운산, 두위봉층이 표기되어 있지 않는 것처럼) 오늘날의 구분인 만항층, 금천층, 장성층, 함백산층, 도사곡층, 고한층, 동고층이 표기되어 있지 않다. 그리고 주요 탄전의 지질도폭들은 대부분 1960년대에 제작되어 지질도폭 설명서에는 과거의 명칭인 홍점층, 사동층, 고방산층, 녹암층만을 서술하고 있다.

## 삼척탄전과 백운산 향사대

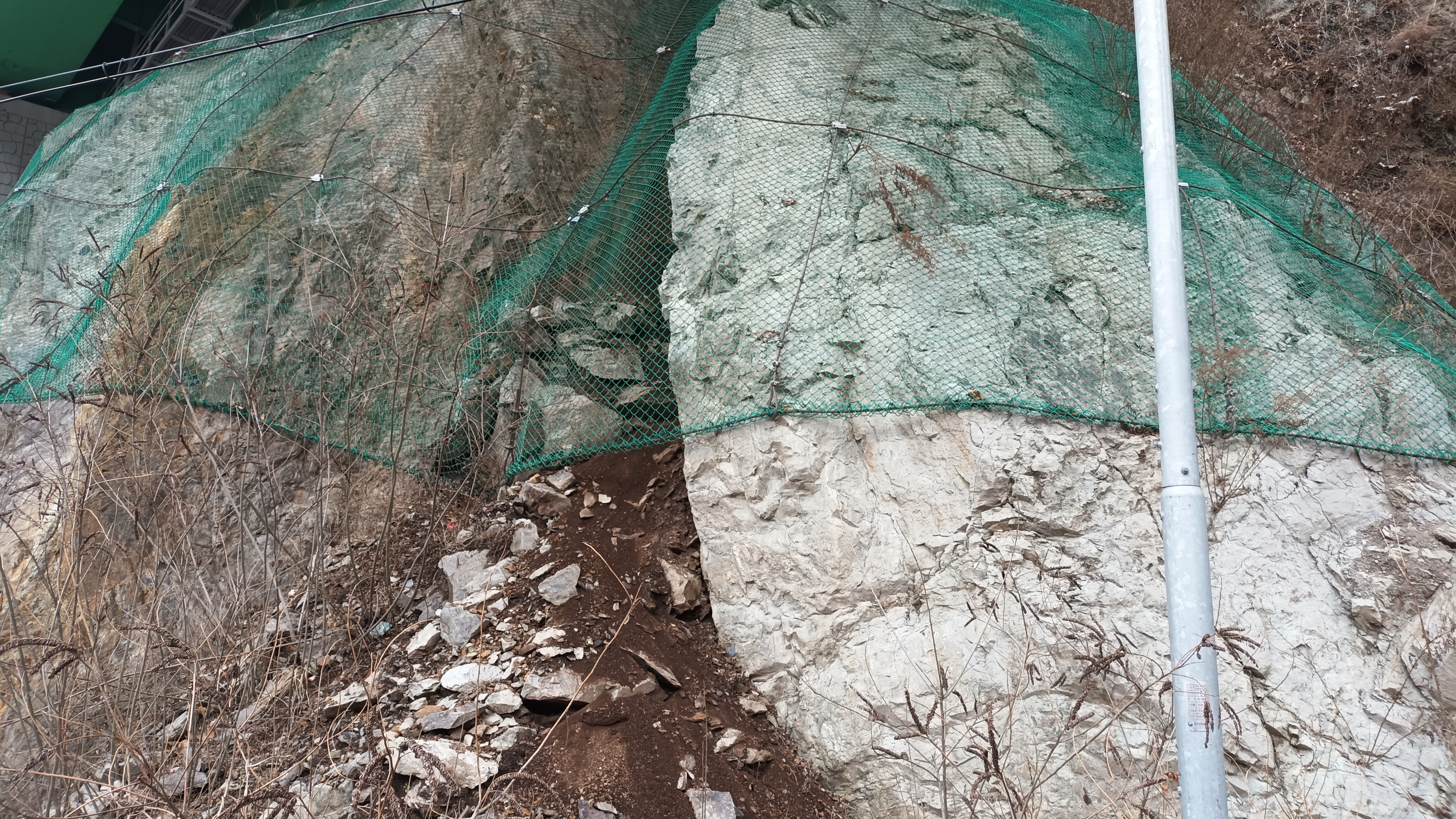
만항층의 백색 사암(오른쪽), 정선군 남면 무릉리 묵산1교 교각 하부

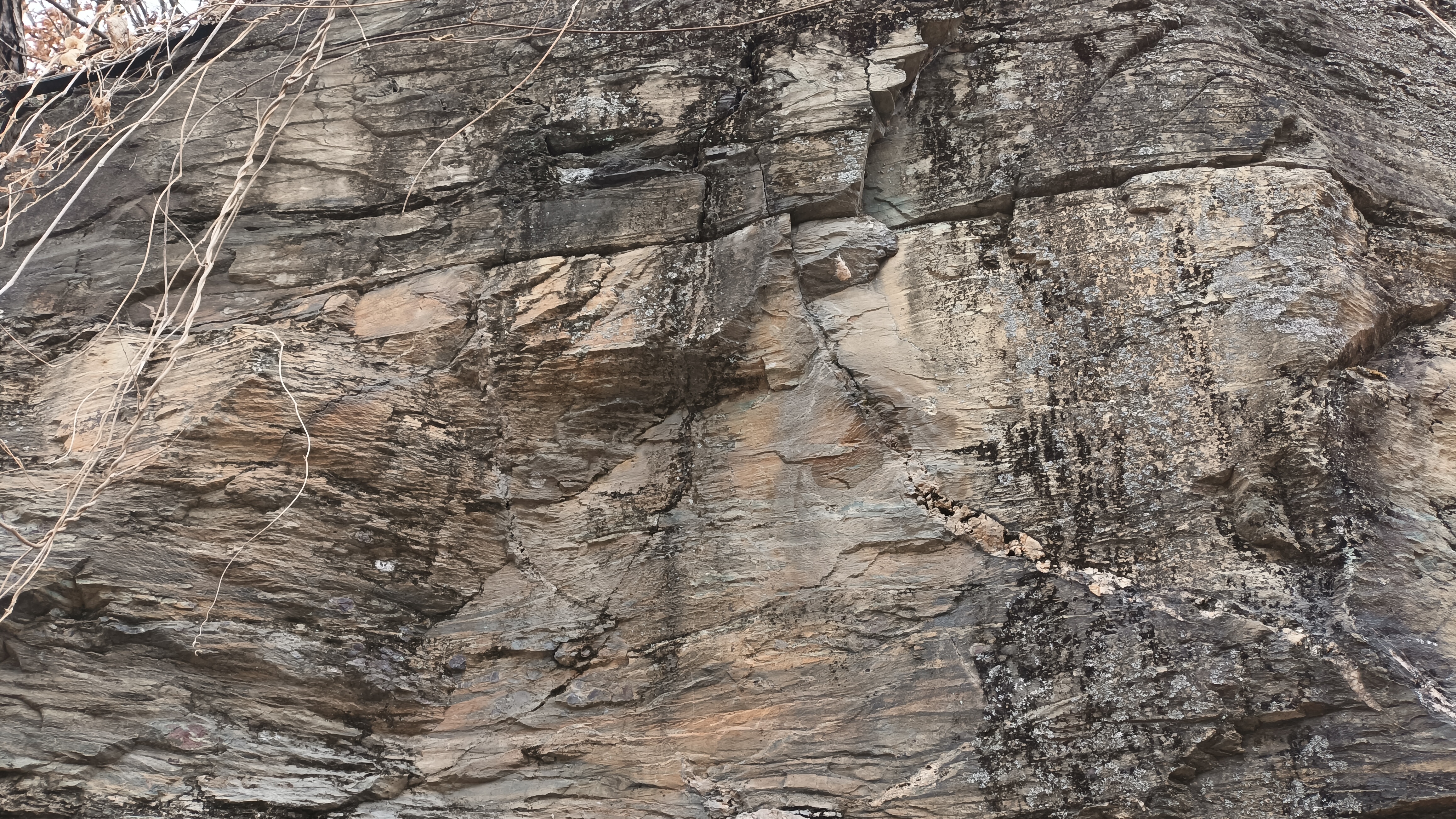
평안 누층군 만항층, 정선함백농공단지 오미아코리아 뒤편 함백로 도로변

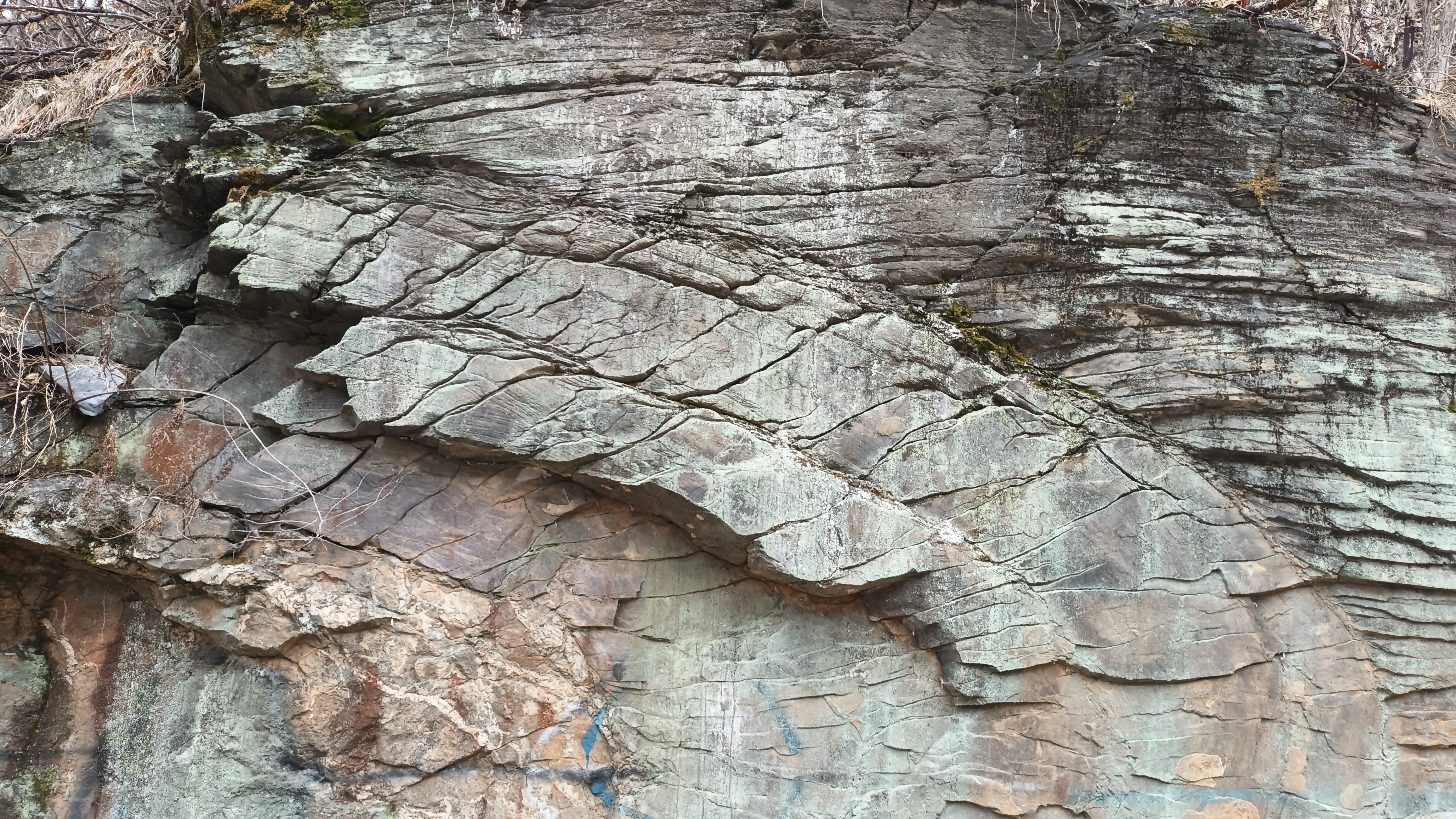
평안 누층군 만항층, 정선함백농공단지 오미아코리아 뒤편 함백로 도로변

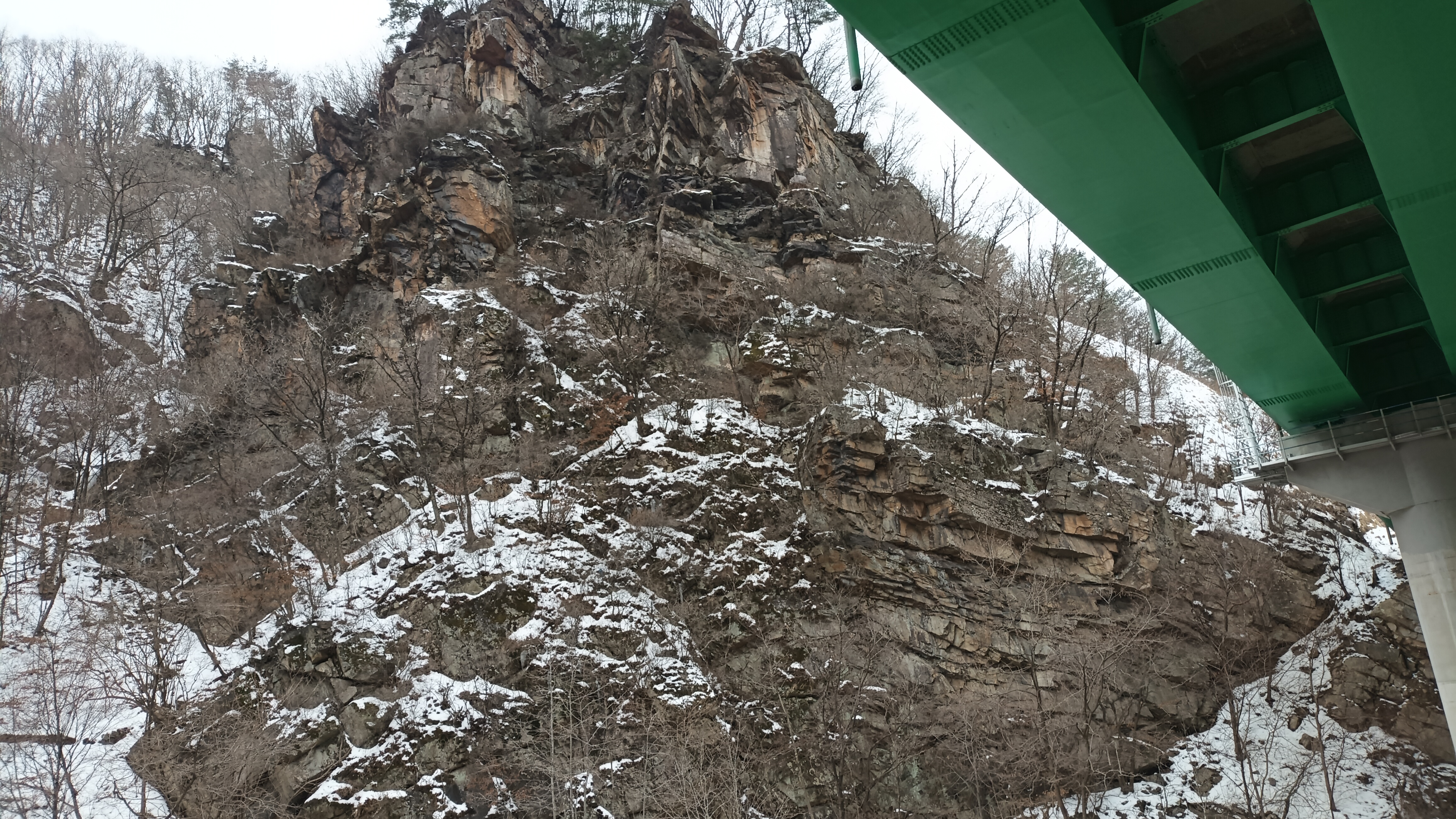
평안 누층군 도사곡층, 정선 사북읍 사북리 묵산4교 교각 하부

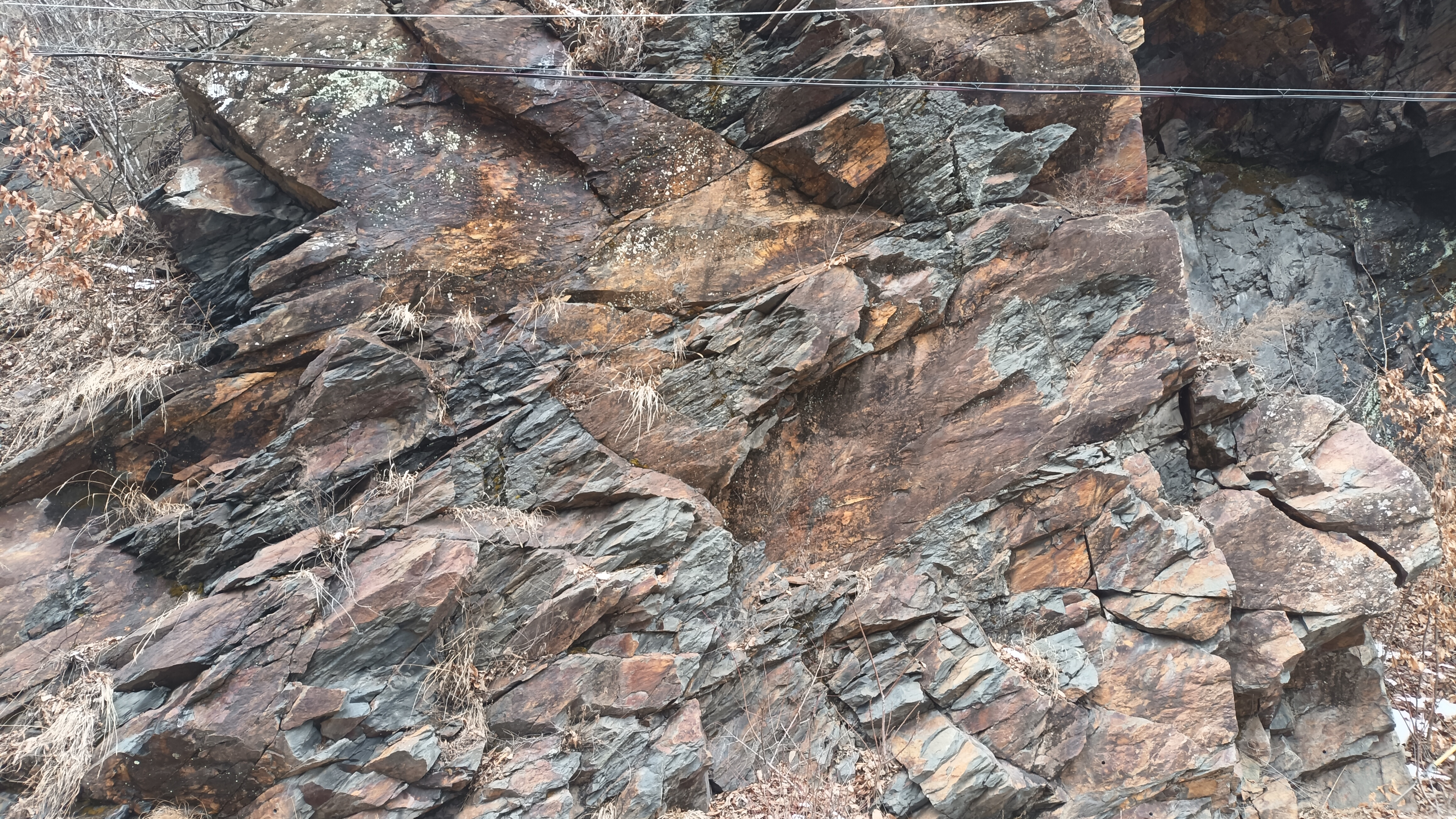
평안 누층군 도사곡층, 정선 사북읍 사북리

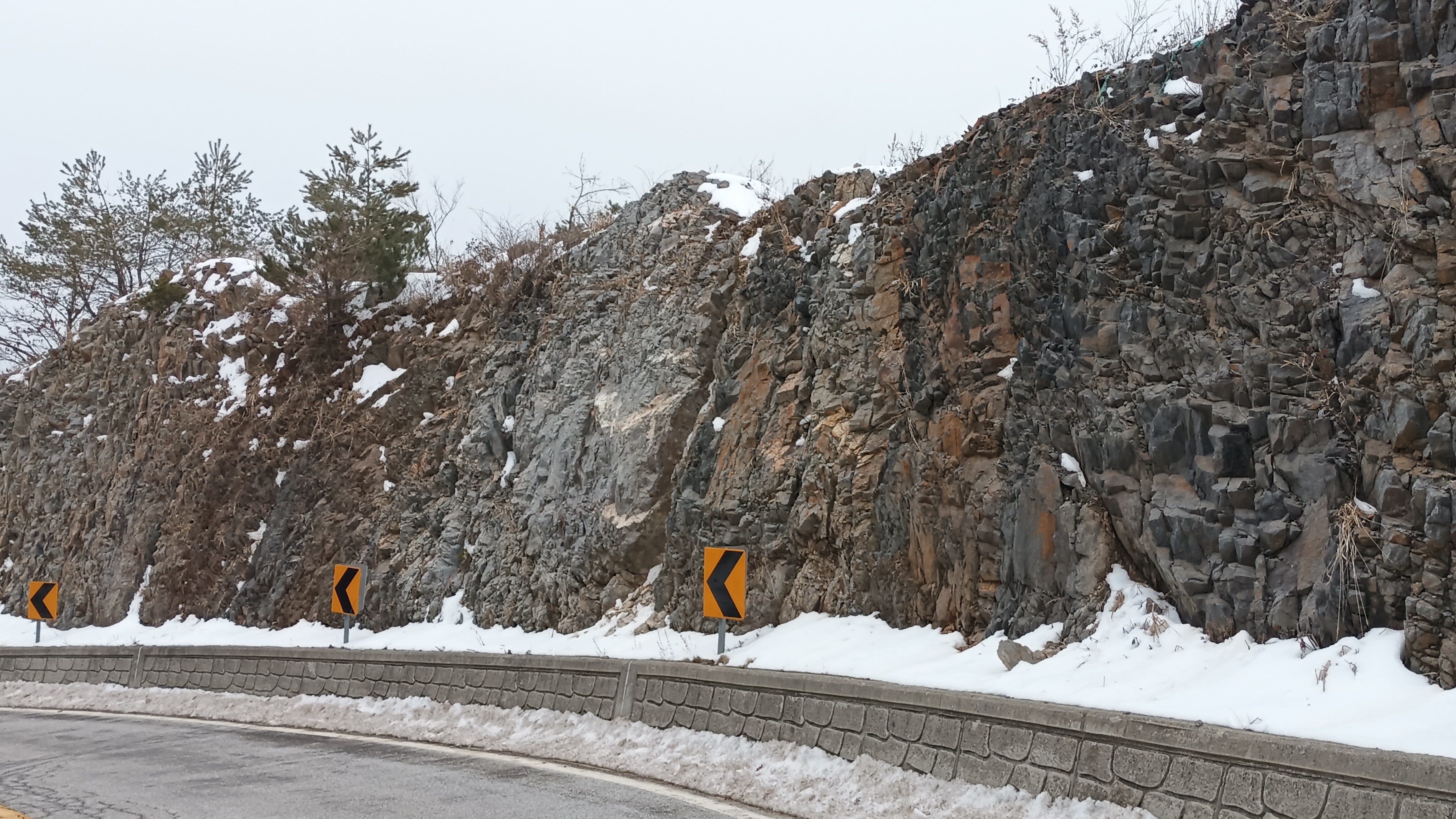
평안 누층군 고방산층, 정선군 신동읍 방제리, 지방도 제421호선 미륵고개(

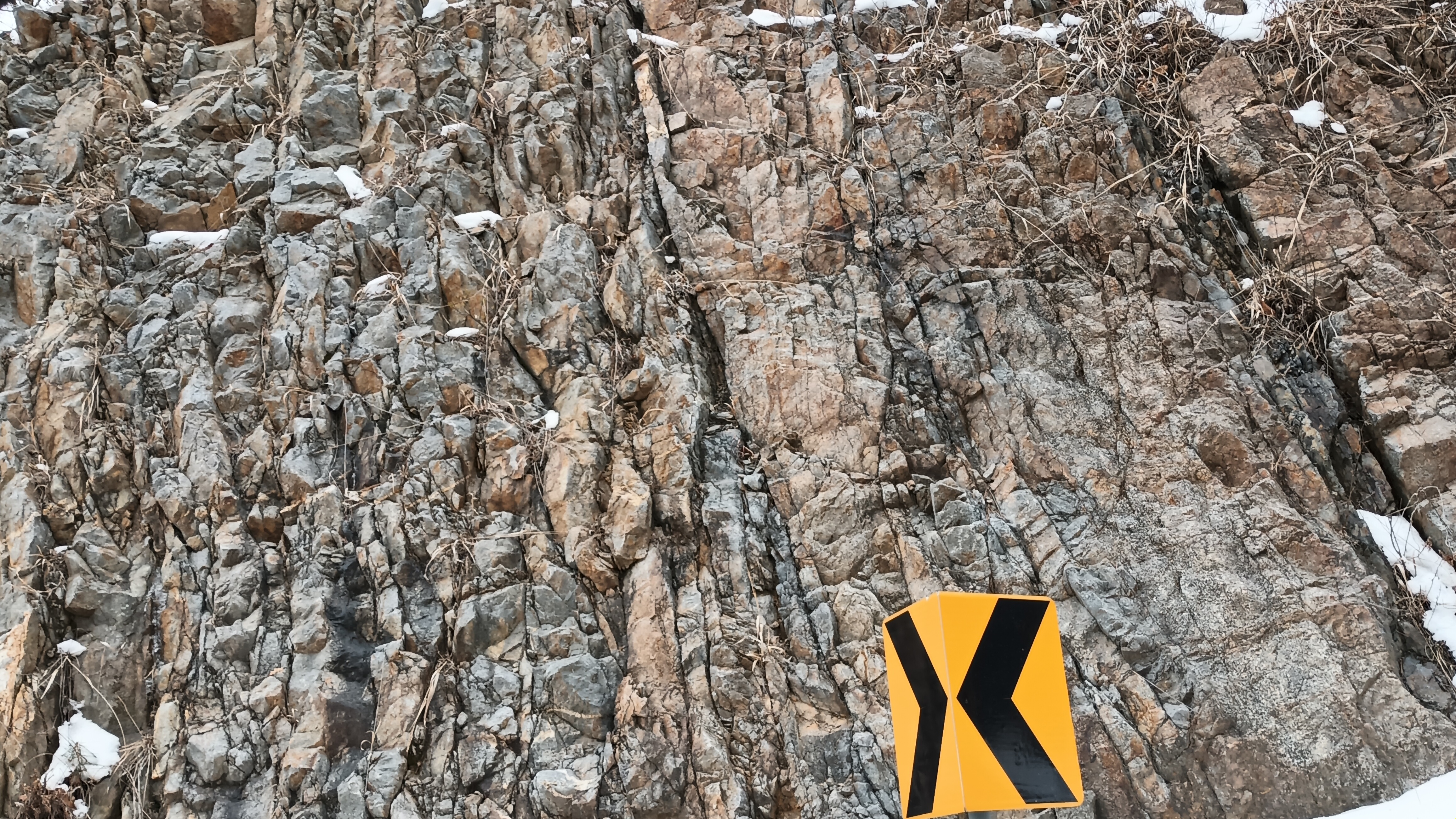
평안 누층군 고방산층, 정선군 신동읍 방제리, 지방도 제421호선 미륵고개(

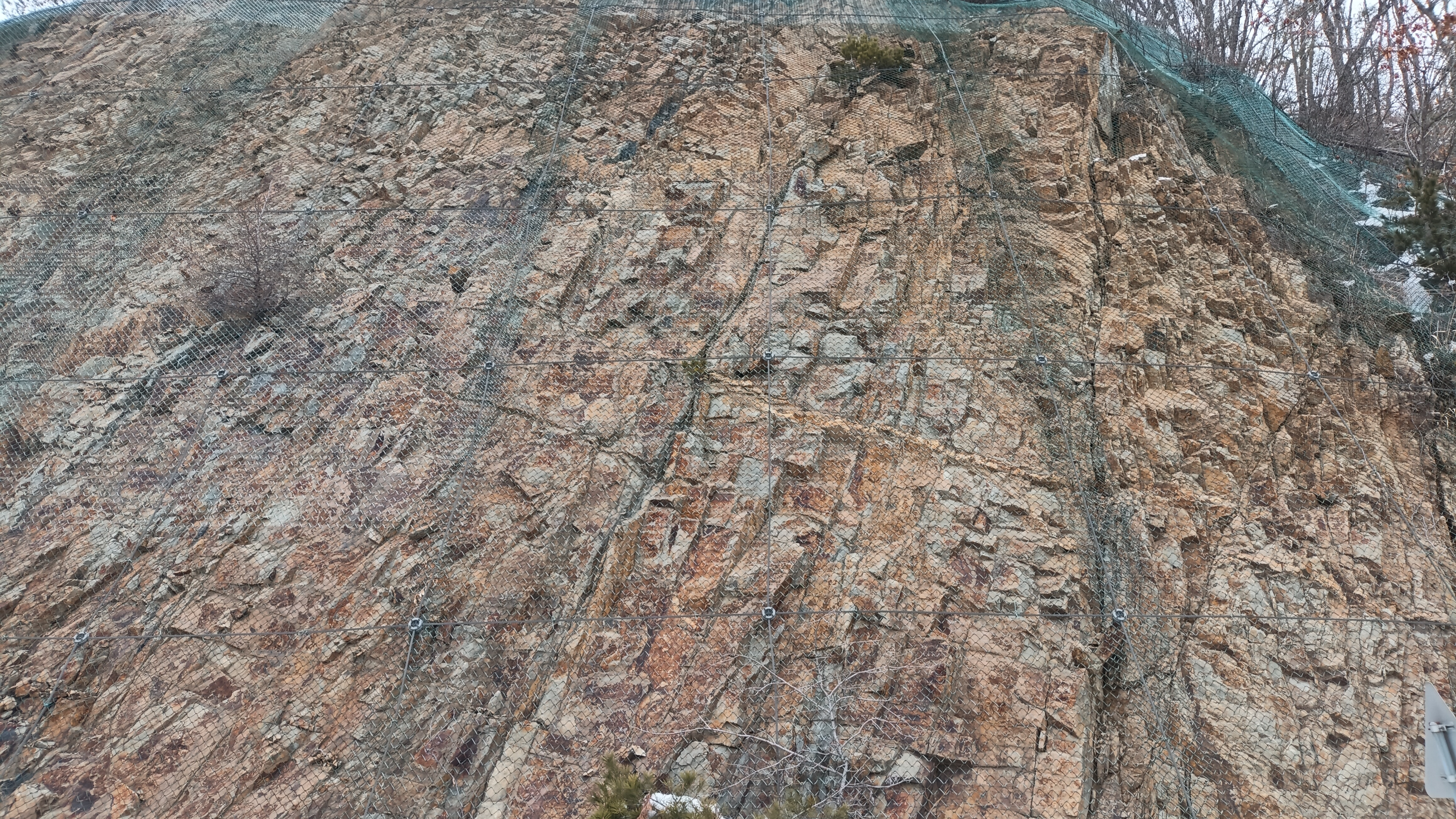
평안 누층군 고방산층, 정선군 신동읍 방제리, 지방도 제421호선 미륵고개

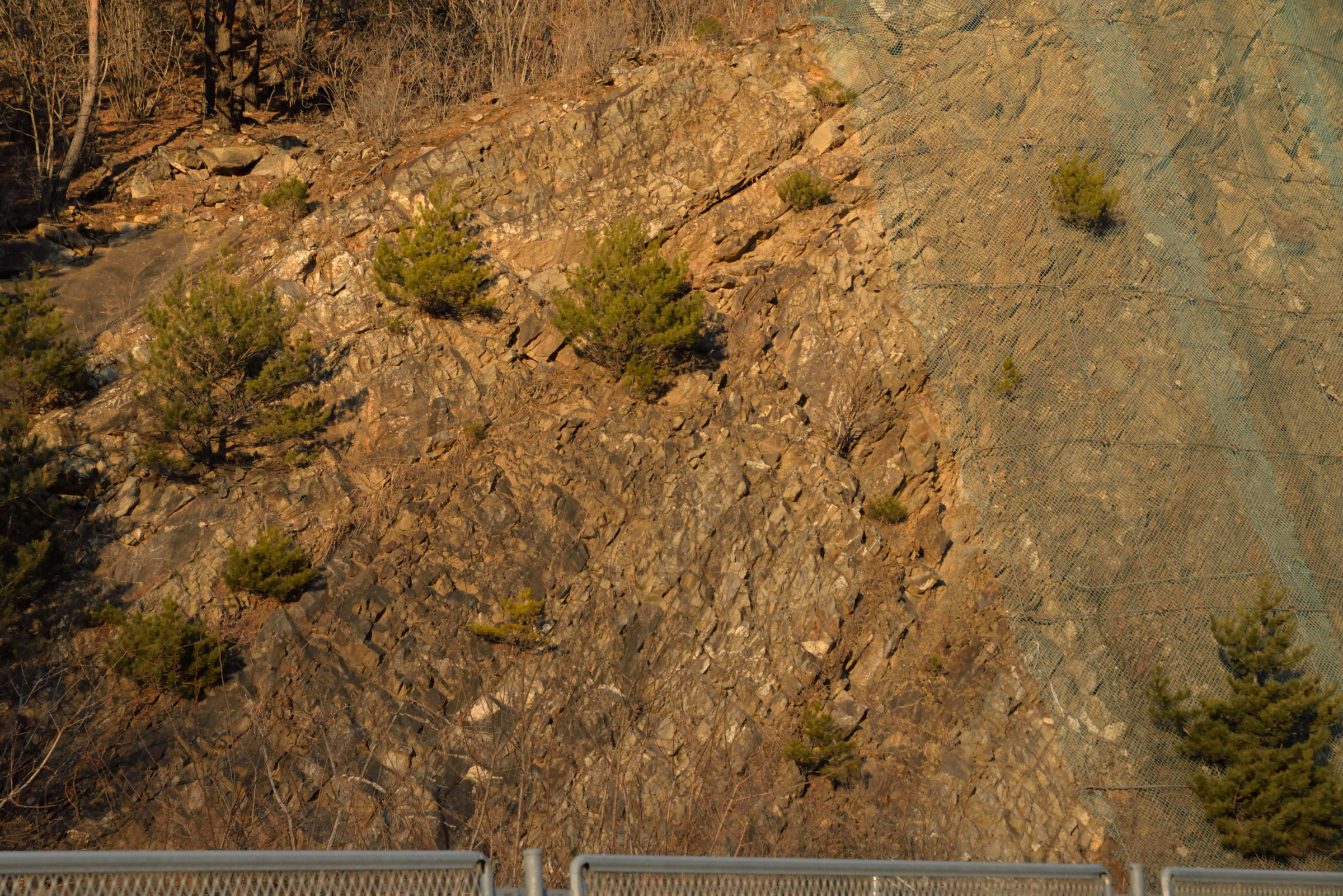
정선군 고한읍 고한리 국도 제38호선 도로변(상갈래교차로-두문동재 구간)의 녹암층(TRn1) 노두

삼척탄전(三陟炭田)은 강원특별자치도 삼척시 도계읍, 태백시, 정선군 남부의 백운산 향사대 일대에 넓게 분포하는 무연탄 탄전이다. 삼척시의 이름을 따 오긴 했지만 사실 이 탄전의 범위는 삼척시와 태백시뿐만 아니라 정선군 남부와 영월군 남동부까지도 포함된다. 삼척탄전의 평안 누층군은 하부에서부터 만항층, 금천층, 장성층, 함백산층, 도사곡층, 고한층, 동고층으로 구성된다.
조선총독부의 나카무라(中村新太郞)는 1914년 강원도의 지질조사 결과를 보고한다. 강원도에는 당시 삼척탄전, 정선탄전, 영월탄전, 강릉탄전 4개 지역의 탄전이 보고되었다. 1925년 9월부터 1928년까지 4년에 걸쳐 삼척 지질소사소와 연료선광연구소 합동조사반에 의해 도계읍 지역과 고사리 지역의 개발에 관한 정밀 조사를 추진했다. 연료선광연구소의 시라키 타쿠지(素木卓二)는 「삼척무연탄전 지질도」(1930),「강원도 삼척 무연탄 탄전 조사보고서」(1940)등을 발간하였으며 이후 삼척탄전 개발의 중요한 기초 자료로 활용된다. 삼척탄전의 평안 누층군에서는 방추충(Fusulinids; 푸줄리나)의 화석이 발견된다. 1973년의 조사 당시 장성탄광 금천갱과 철암갱, 정암탄광, 삼척탄좌, 동고탄광, 어룡탄광, 황지대명탄광, 도계탄광, 망경대산 부근의 옥동탄광 등에서 방추충의 화석이 채집되었다. 삼척탄전의 장성 탄광에서는 두께 4 m의 석탄층이 10 km 길이로 연장되어 있다.

### 삼척시 도계광업소
삼척시 석탄산업의 시초인 도계광업소는 1936년 삼척탄광으로 개광하였다. 1951년에는 대한석탄공사 도계광업소로 개발하였고, 석탄산업 합리화를 거친 후에도 도계광업소는 3개의 갱구를 유지하고 있으며, 현재도 석탄 생산을 계속하고 있다. 도계광업소는 1936년 삼척개발주식회사 산하 삼척탄광으로 개광하였으며 1945년의 미 군정청 직할운영을 거쳐 1951년에는 삼척탄광이 도계광업소와 장성광업소로 분리 후 대한석탄공사 도계광업소로 오늘까지 이어졌다.
1987년까지 도계갱, 동덕갱, 흥전갱, 나한정갱, 점리갱 등 5개 갱에서 이뤄지던 도계광업소의 석탄산업화 정책 이후 석탄 생산 규모가 축소한다. 1990년 점리갱 폐쇄, 1994년 흥전갱과 나한갱을 통합하여 중앙갱으로 통합하면서 갱구수가 축소되었다. 도계광업소는 2018년 5월 현재도 도계갱, 중앙갱, 동덕갱 등 3개 갱에서 석탄 생산이 이뤄지고 있다. 도계광업소에서 생산된 탄의 품질은 열량과 점결성이 높아 연탄제조와 3급의 고질탄으로 발전용에 적합하다. 도계광업소에서 생산한 석탄의 품질은 1990~2000년대 평균 5,000 kcal를 기록했다.
2012년 12월의 생산규모는 연간 302,000톤이다. 지표에서 수직으로 368 m를 내려간 곳에서 석탄을 생산하며 지하 갱도의 총 연장은 93 km에 달한다. 강원도 삼척시 도계읍 도계로 225에 있는 도계 광업소는 총 5,281ha의 면적에 16개의 광구를 가지고 있으며 16개 광구 모두 가행 중이다. 광량(鑛量) 현황은 도계가 49백만톤으로 20%를 점하고 석탄공사가 247백만톤으로 100%를 점한다. 가채량은 도계가 31백만톤, 석탄공사가 79백만톤이다. 개광 이래 총 생산략은 40,665,287톤이고 석탄공사 창립이래 생산량은 39,561,245톤에 이른다.
도계 광업소의 석탄 가행층은 평안 누층군 장성층에 해당되는 탄층으로 탄층수는 3~5배가 발달되어 있고 이중 현 가행탄층수는 중층탄 1매로 노두연장 14km, 평균탄폭 2.0m이다. 지형지질 여건상 광구 중앙부를 통과하는 오십천 단층을 경계로 남동부와 북서부로 양분된다. 남동부는 오봉산 스러스트 단층으로 탄층 발달이 분리되어있다. 상부탄층을 묵점, 하부탄층을 도계, 흥심 지구로 구분하며 이들 탄층은 본역 남동단의 죽암산을 저부로 하는 30도 내외의 경사를 가진 향사구조를 이루고 있다. 북서부는 3개 이상의 단층으로 인하여 각각의 단층대를 경계로 나한, 흥전, 하장 지구로 구분되며 각 지구의 석탄 지층의 주향은 북동, 경사는 북서 30°이다. 흥전지구의 북동향 연장부인 점리지구는 과습곡에 의하여 분리되며 남동측으로 경사를 이룬다.

### 백운산 향사대

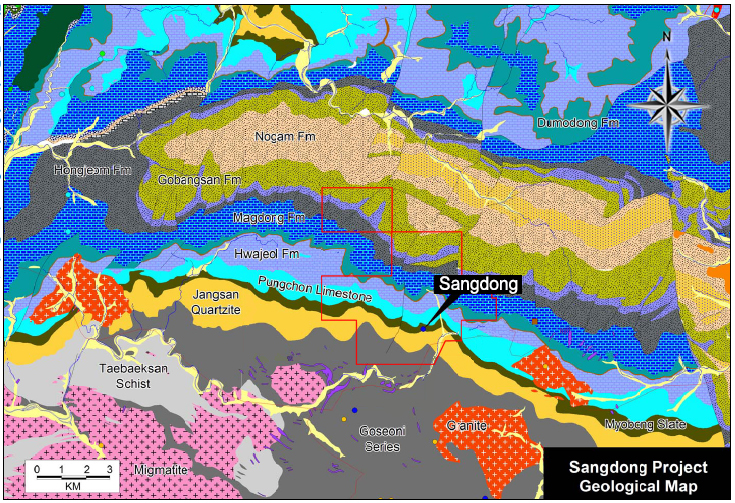
상동광산 주변의 지질도. 백운산 향사대의 구조가 잘 드러나 있다.

백운산 향사대(Baekunsan Syncline zone)는 태백시에서 영월군과 정선군의 경계 지역에 이르기까지, 하이원리조트 남쪽의 백운산(1426.6 m)을 중심으로 대략 서북서-동남동 방향으로 발달하는 대규모의 향사 습곡이며 삼척 탄전의 서부에 해당한다. 이 습곡에 의해 평안 누층군이 안쪽 가운데에, 조선 누층군이 바깥쪽에 대칭적으로 분포하고 있다. 중생대의 송림 변동에 의해 이 습곡 구조가 형성되기 시작하였으며, 그 후 쥐라기에서 백악기 초에 걸쳐 일어난 대보 조산운동에 의해 백운산 향사 구조가 형성되었다. 백운산 향사대에는 캄브리아기의 장산 규암층을 기저로 하여 트라이아스기(일부 학자는 페름기로 본다)의 동고층까지의 고생대 지층들이 분포한다. 향사 구조의 남익부는 대략 30~50°로 거의 일정하게 북쪽으로 경사하지만, 북익부는 그 경사가 남쪽으로 70°~역전에 이르기까지 경사각의 변화가 크다. 이뿐만 아니라 북익부에서 경사가 역전된 곳에 따라서는 충상단층이 발달하기도 한다. 북익부의 서부 즉 자미원-사북리 간에서는 지층의 주향이 동-서 내지 북서 60~80°이며 남쪽으로 40~80°경사하고 서단부의 함백 지역과 동부 지역에서는 북쪽으로 경사하여 지층이 역전되었다. 백운산 향사대를 거의 남-북 방향으로 절단하고 있는 주향 이동 단층들은 거의 다 우수향 주향이동을 하였으며, 이 단층 운동과 수반되어 끌림습곡 구조(Drag fold)가 발달하고 있다. 평안 누층군은 함백역 부근에서 두위봉 산정부, 하이원리조트가 위치한 사북-고한 지역, 함백산과 오투리조트 일대에 분포한다. 백운산 향사대의 축은 동쪽으로 침강(plunge)하였으며 이에 따라 상부의 고한층과 동고층은 동부에만 분포한다.
김정환과 최원학(1990)의 조사 결과 백운산 향사 구조와 이에 대응되는 무릉담 배사구조가 확인되었으며, 이들 동-서 방향의 습곡축을 가지는 구조들은 후에 일어난 조구조운동에 의해 재습곡되었다. 평안 누층군 장성층과 그 하부의 지층들 내에서는 두 방향의 습곡 구조가 발달하지만, 그 상부의 지층들 내에서는 북동-남서 방향의 습곡 구조들만이 인지되는 점으로 미루어 백운산 향사 구조는 장성층 퇴적 이후 일어난 조구조운동에 의해 형성되었다. 그리고 습곡축들은 주향 이동 단층의 운동 시에 회전되었다.

### 식물 화석
삼척탄전 지역의 식물 화석군은 아래와 같이 하부로부터 4개의 식물군으로 구분된다.
| 식물 화석군 | 식물 화석군                                                                         | 지층              | 지층                      | 방추충(푸줄리나) 화석대 |
| ----------- | ----------------------------------------------------------------------------------- | ----------------- | ------------------------- | ----------------------- |
|             |                                                                                     | 녹암통            | 동고층                    |                         |
|             | Gigantopteris nicotianaefolia-Chiropteris reniformis-Lobatannularia heianensis 군집 | 녹암통            | 고한층                    |                         |
|             | Gigantopteris nicotianaefolia-Chiropteris reniformis-Lobatannularia heianensis 군집 | 고방산통          | 고한층                    |                         |
|             | Emplectopteris triangularis-Taeniopterisngia spp. - Tingia spp. 군집                | 도사곡층 함백산층 |                           |                         |
|             | Emplectopteris triangularis-Lepidodendron asymmetricum-Sphenophyllum spp.           | 사동통            | 장성층                    |                         |
|             |                                                                                     | 사동통            | 금천층                    | Fusulina                |
|             | 홍점통                                                                              |                   | 금천층                    | Fusulina                |
|             | Neuropteris gigantea-Sphenophyllum tenerrimum-Linopteris spp. 군집                  | 만항층            | Eostafella subsolana zone |                         |

### 산사태
이병주(2012)의 연구 결과 삼척탄전의 백운산 향사대 지역(두위봉-함백산)의 평안 누층군 금천층과 장성층이 분포하는 곳에서 집중적으로 지반 거동(산사태 등)이 발생하고 있다는 것이 드러났다. 지층을 조사한 결과 층리면에 층간 미끌림(bedding slip)이 일어나 층리면 상에 단층경면이 자주 발달하며 특히 금천층과 장성층의 경계에서는 사암과 탄질셰일이 접하고 있어 층리면을 따라 지하수가 유출되어 암반의 거동이 있기도 하다. 주변에는 북동. 북서 주향의 단층도 발달한다. 연구에서는 산사면에 개설된 도로를 지반 거동의 원인 중 하나인 것으로 지적했다.

### 만항층

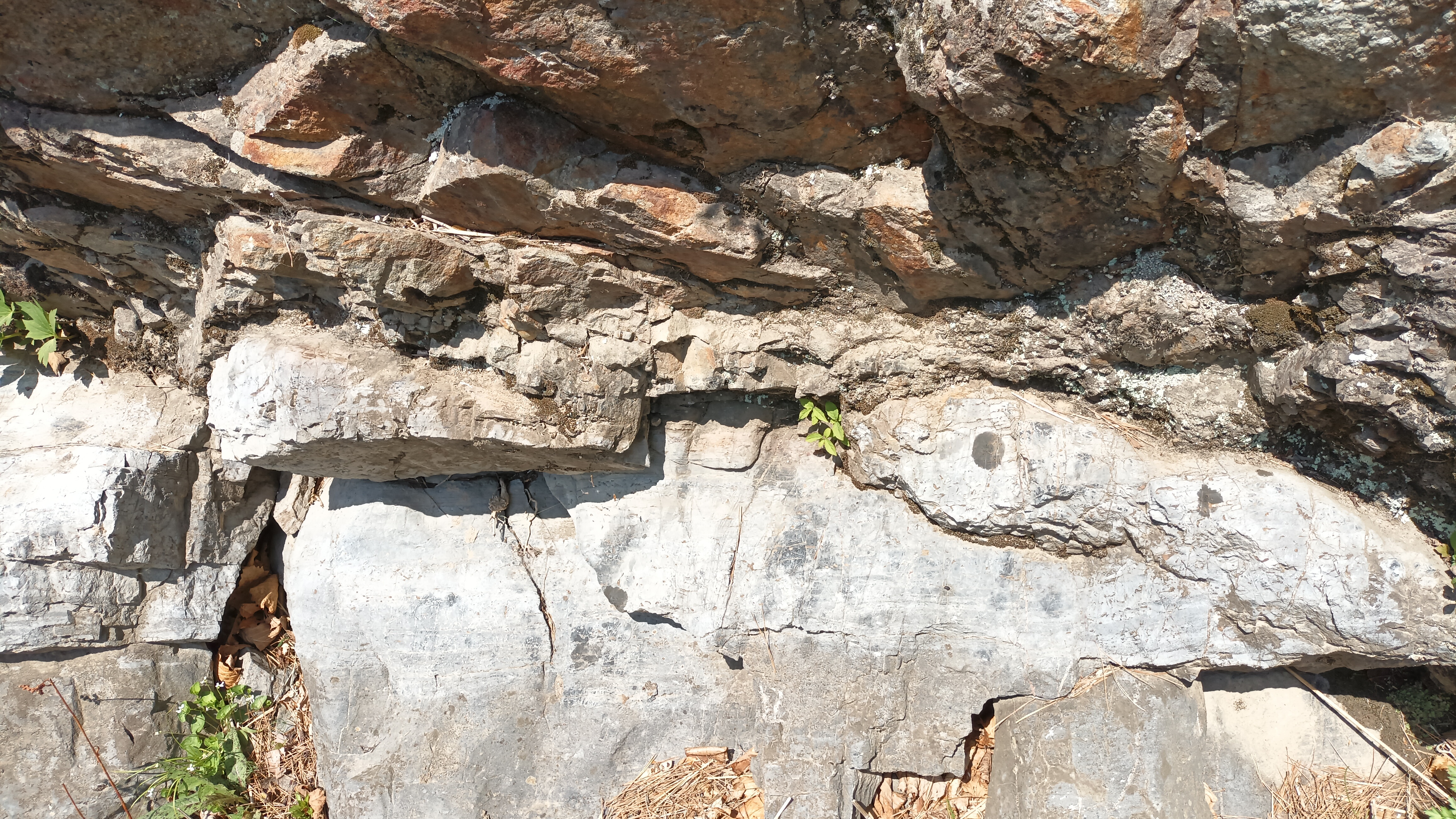
태백시 동점 지역에 드러난 조선 누층군 두위봉층과 평안 누층군 만항층의 부정합 경계이다.

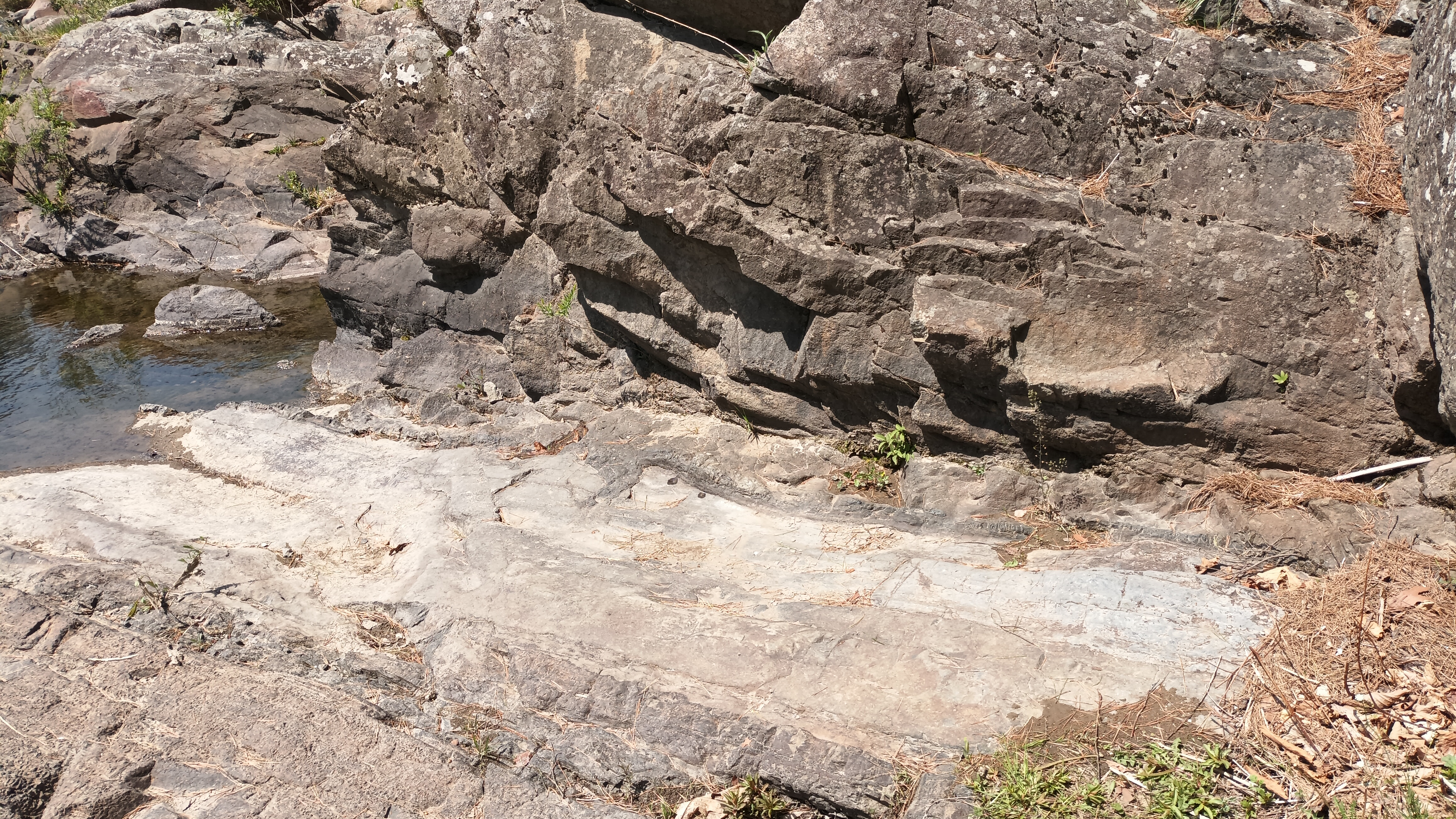
태백시 동점 지역에 드러난 조선 누층군 두위봉층과 평안 누층군 만항층의 부정합 경계이다.

만항층(Ma/MH; Manhang formation, 晚項層)은 과거 홍점층(Ch)에 해당하는 지층으로 평안 누층군의 최하부 지층이며 그 이름은 정선군 고한읍 고한리 남동쪽의 만항 마을에서 유래되었다. 전체 두께는 180~300 m이다.

### 금천층
금천층(Geumcheon formation, 黔川層)은 과거 사동층 하부에 해당하는 지층이다. 지층의 이름은 태백시 금천동에서 유래되었다. 금천층에는 지질시대를 결정할 만한 식물 화석은 발견되지 않았으나 후기 모스코비안을 지시하는 Quasifusulina, Obsoletes 등의 방추충이 발견되었다.

### 장성층
장성층(Jangseong formation, 長省層)은 과거 사동층 상부에 해당하는 지층이다. 지층의 이름은 태백시 장성동에서 유래되었다. 장성층은 보통 JA, JB, JC, JD 4개 층으로 구분된다.

### 금천-장성층
이현석과 조성권(2006)은 금천층과 장성층이 그 경계부에서 암상이 점이적으로 변하고 두 지층이 암상에 의해 구분되지 않는다고 하여 두 지층을 하나로 묶어 금천-장성층(Geumcheon-Jangseong Formation)을 새로 제안하였다.

### 함백산층
함백산층(Ha/Hb; Hambaeksan formation, 咸白山層)은 과거 고방산층 하부에 해당하는 지층이다.

### 도사곡층
도사곡층(Ds; Dosagok formation, 道士谷層)은 과거 고방산층 상부와 녹암층 하부에 해당하는 지층이다.
- 정창희(1969)에 의하면 도사곡층은 백색 내지 적색의 사암부터 시작하며 지층의 두께는 백운산 향사대에서 300 m, 장성광산과 황지동 사이에서 600 m이다.[3]
- 삼척탄전 서부 지역에서의 도사곡층은 담녹회색 내지 유백색 조립사암 녹회색 셰일 및 역질 사암으로 구성된다. 담녹회색 조립 내지 극조립사암은 분급(分級) 상태가 극히 불량하다. 본 층 중부에는 자색(赭色) 셰일과 사암을 협재한다.[16]
- 전희영(1985, 1987)은 도사곡층에서 중기 페름기에 해당하는 Annularia gracilescens Halle, Annularia sphenophylloides (Zenker) Gutbier, Lobatannularia sp. cf. L. lingulata Hall, Lobatannularia sinensis Halle, Calamites cistii Brongniart, Calamites sp. 등을 발견했다.[21][22]
- 사북-고한 지역에서의 도사곡층은 주로 조립 내지 극조립 사암, 녹색 내지 적색 셰일 및 사질 셰일로 구성된다. 특히, 이 지층의 하부는 담갈색 내지 유백색 조립 사암과 극조립 사암으로 구성되며 이에 올리브색-녹회색의 셰일이 협재된다. 도사곡층의 암상은 변화가 심하며, 상부에는 적색 사암 내지 이암이 협재된다. 사암은 주로 석영으로 구성되며 백운모도 관찰된다. 함백산층 사암은 매우 단단하며 도사곡층의 사암은 함백산층의 사암보다 연하다. 이 지층의 두께는 약 250~350 m이다.[23]
- 이현석과 조성권(2006)에 의하면 도사곡층은 괴상 사암, 사층리를 가지는 역암과 사암(cross-stratified conglomerate to sandstone), 보라색 실트스톤과 사암으로 구성된다. 자색 사암은 물 위로 드러난(subaerial) 환경에서, 사층리가 드러난 역암과 사암은 해안 평야나 충적 평야를 흐르는 하천 가운데의 모래섬들이 이동하면서 쌓은 퇴적층으로 해석되었다.[20]

### 고한층
고한층(Go/Gh; Gohan formation, 古汗層)은 녹암층 중부에 해당하는 지층이다. 고한층에서 산출되는 식물 화석은 후기 페름기를 지시한다.
- 정창희(1969)에 의하면 회색의 세립~중립사암으로 구성되며 두께 40 cm의 탄질 셰일이 협재된다. 고한층의 전체 두께는 200 m이다.[3]
- 장기홍(1972)은 정선군 고한읍 고한리 지역의 고한층에서 Gigantopteris nicotianaefolia, Lobatannularia heianensis 등을 포함하는 전형적인 고방산층의 식물 화석군을 산출하였다.[24]
- 삼척탄전 서부 지역에서의 고한층은 담녹색 세립사암을 기저로 하여 담녹색 세립 내지 중립사암, 녹회색 내지 회색 실트스톤과 셰일로 구성된다. 최상부는 녹색 세립사암과 실트스톤 및 자색(赭色) 셰일의 호층으로 구성된다. 본 층 사암에는 장석립(粒)이 다량 함유되어 있다. 사층리가 특히 많이 발달되어 있다.[16]
- 전희영(1985, 1987)은 고한층에서 페름기에 해당하는 Lobatannularia heianensis (Kodaira) Kawasaki 등의 식물 화석을 발견하였다.[21][22]
- 사북-고한 지역에서의 고한층은 백운산 향사의 축부(軸部)에 분포하며 주로 녹회색 세립사암, 사질 셰일 및 셰일로 구성된다. 고한역 뒤 도로변에는 암녹회색 셰일과 회색 셰일이 잘 발달해 있다. 이 지층을 이루는 담녹색의 세립 내지 중립 사암은 주로 석영으로 구성되며 소량의 사장석이 포함된다. 석영과 사장석의 원마도와 분급도는 불량하다. 이 지층에서는 Gigantopteris nicotianaefolia, Lobatannularia heianensis 등의 식물 화석이 풍부하게 산출된다. 이 지층의 지질시대는 이들 식물 화석에 근거하여 상부 페름기 초기로 밝혀졌다. 지층의 두께는 약 200 m이다.[23]
- 이현석과 조성권(2006)에 의하면 고한층은 괴상 사암, 회색 실트스톤, 흑색 셰일이 교호하며 여기에 박층의 역암과 사층리가 있는 사암, 자색 실트스톤이 협재된다. 이 암상조합은 상향 세립의 양상을 보이며 괴상 사암으로 시작해 위로 갈수록 회색 실트스톤 그리고 흑색 셰일로 변한다. 고한층의 암상조합은 오목한 만에서 조류의 영향을 거의 받지 않은 저산소 내지 무산소 영역에서 퇴적된 것으로 해석되었다.[20]

### 동고층
동고층(Donggo formation, 東古層)은 녹암층 상부에 해당하는 지층이다. 동고층은 고한층을 부정합으로 덮으면서 정선군 고한읍 고한리에서 1 km 동쪽에 동-서 방향으로 분포되어 있다고 보고되어 있다. 표식층은 삼척탄전 고한읍 고한리 동고탄광 부근에 분포한다. 구성 암석은 녹색과 적색을 띠는 장석질 세립사암과 실트암이며 기저부에는 기저 역암이 발달되어 있다. 동고층의 두께는 약 400~600 m에 달할 것으로 추측되나 정확한 두께는 알 수 없다. 동고층에서는 화석이 발견되지 않아 지질시대를 해석할 수 없으나 동고층 아래의 고한층에서 페름기 식물 화석이 나오고 동고층이 고한층을 부정합으로 덮는 것을 근거로 동고층의 지질시대는 고생대 페름기 말에서 중생대 트라이아스기 초로 추정되고 있다. 동고층은 상부의 백악기 적각리층에 의해 부정합으로 덮인다.
- 삼척탄전 서부 지역에서의 동고층은 주로 녹색 세립 내지 중립의 장석질사암으로 구성된다. 곳에 따라 극히 석회암 렌즈를 협재한다. 삼척탄전 동부 지역과는 달리 본 지역에서는 자색(赭色) 사암과 셰일을 거의 협재하지 않는다.[16]
- 사북-고한 지역에서의 동고층은 담회색의 세립 내지 중립질 사암과 녹색 내지 적색 셰일로 구성된다. 이 지층의 사암은 주로 원마도와 분급도가 불량한 석영과 장석으로 구성된다. 특히 이 지층에는 사층리가 풍부하게 발달해 있다. 이 지층의 지질 시대는 이 지층 하부에 발달된 고한층의 지질 시대에 비추어 중생대 초기 트라이아스기에 속한다. 지층의 두께는 약 400 m이다.[23]
- 유강민 외(1997)에 의해 정선군 고한읍에 분포하는 고한층과 동고층 사암 내 장석의 많은 부분이 알바이트로 구성되어 있음이 밝혀졌다.[25]
- 이용일 등(2009)은 평안 누층군 지질시대의 상한을 알아내기 위해 강원도 태백시에 분포하는 고한층(N 37°07'1.25", E 129°00'25.43")과 동고층(N37°07'24.14", E129°00' 12.25")에서 각각 3 kg 정도의 사암 시료를 채취하고 쇄설성 저어콘의 U-Pb 연대를 측정하였다. 동고층의 가중치 평균연대는 252±7.3 Ma (n=4)로 계산되며, 이 연대 역시 가장 젊은 저어콘의 개별 연대(249±5 Ma)와 오차 범위 내에서 일치하고, 후기 페름기(Wuchiapingian)에서 중기 삼첩기(Anisian)의 시작까지 해당한다. 따라서 평안 누층군의 최상부 동고층의 최대 퇴적시기는 중생대 초기 트라이아스기로 추정된다.[26]
- 이현석과 조성권(2006)에 의하면 동고층은 역질사암, 사층리가 있는 사암, 괴상 자색 실트암으로 구성되며 이 암상조합은 하천 환경에서 쌓인 것으로 해석되었다.[20]

### 지질 구조
삼척 탄전 내에는 수많은 습곡과 단층들이 발달해 있어 매우 복잡한 지질 구조를 보이고 있다. 삼척 탄전 내의 스러스트 단층과 지질 구조는 일제 강점기 일본인 지질학자들에 의해 보고되었다. 태백산지구지하자원조사단(1962)에서는 함탄층이 절단 없이 연장되는 것으로 보아 이러한 지질 구조는 스러스트 단층이라기보다는 과습곡 구조에 의한 것으로 해석하였다. 그러나 1960년대부터 태백시 황지동 일대에서 심부(深部) 탄광이 개발됨에 따라 많은 단층들의 존재를 인지하게 되었다. 정창희(1976)는 삼척탄전 내에서 여러 스러스트 단층들의 존재를 확인하고, 스러스트 단층들은 북쪽에서 남쪽을 향하여 이동하였으며 스러스트 운동의 시기는 쥐라기 후기-백악기 중기로, 동-서 방향의 백운산 향사대와 스러스트 단층들을 절단하고 있는 남-북 방향의 함백산 단층의 생성 시기는 백악기 말-제3기 초인 것으로 해석하였다. 대한광업진흥공사에 의하여 황지 일대의 함탄대 시추결과 안대영 외(1983)는 이 지역 일대의 동-서 방향의 주향을 갖는 스러스트 단층으로서 이의 운동 시기는 백악기 말로 보고하였다. 함탄층이 단절되지 않은 것처럼 보이는 것은 함탄층에 미끄러짐이 집중되어(slippage zone) 함탄층이 단층면에 따라 상반에서는 더 많이 끌려 올라가고, 하반에서는 더 많이 끌려 내려가는 등 실제로는 변위되어 있지만, 그 상황을 이해하지 못한 채 연속된 것으로 해석하였기 때문이라 생각된다.
함백산 대단층
함백산 단층(Hambaegsan Great Fault, 咸白山 斷層)은 백운산 향사대를 둘로 나누며 삼척 탄전의 주요한 단층이다. 이 단층은 북서 85°의 주향으로 태백시 화전동의 용연동굴에서 오투리조트와 소도동 중부, 금천동 중서부를 지나 봉화군 석포면 대현리까지 이어진다. 정창희(1969)에 의하면 함백산 단층은 동쪽으로 60~85°경사하고 동측이 낙하한 정단층이며 단층의 경사는 황지에서 60°E, 문곡광산에서 85°E이다. 단층 남부에서 지층의 수평 변위량은 약 4 km이다. (해석 : 정단층 운동으로 동측의 상반이 낙하한 후 서측의 하반이 침식 삭박되어 지표에 수평 변위가 발생한 것처럼 보이는 것이다.) 김정환과 김태호(1985)에 의하면 함백산 단층은 그 동부 지역이 남쪽으로 이동한 주향 이동 단층이다. 이 단층은 황지 단층, 소도리 단층 및 문곡 단층을 차례로 절단했다. 이를 보아 함백산 단층은 정단층 운동 중 가장 후기의 단층으로 판단된다. 황지동-금천동 지역에서 주향 이동 단층의 특성을 보여 지질도 상으로 만항층을 약 5 km 변위시켰다. 본 단층 동부 지역 평안 누층군 내의 단층들은 북서 20°~북동 5° 북동 70°~동-서의 주향에 40~90°의 급한 경사를 보이며 단층 파쇄대의 폭은 9~60 cm에 이른다. 단층 서부 지역 평안 누층군 내의 단층은 북서 10°, 북동 30°및 북서 78°의 주향에 40~70°의 경사를 가지며 단층 파쇄대의 폭은 60 cm이다.
함백산 단층 동부
- 혈암 스러스트 단층은 함백산 단층 북단부의 태백시 화전동으로부터 동-서 주향으로 이어져 황지동 북부를 지나 삼척시 도계읍 흥전리에서 북북동 주향으로 바뀌어 고사리까지 달리는 흥전 스러스트 단층로 이어진다. 이 단층에 의해 스러스트 단층 남측의 만항층, 장성층과 함백산층 위로 북측의 조선 누층군 막동 석회암층이 충상되었다. 이 단층은 추전 부근에서 그리고 지표에서 평균 20~30°로 북쪽으로 경사하나 갱내 시추자료에 의하면 북쪽으로 가면서 경사가 완만해지며 부분적으로는 60°이상의 급경사를 이룰 때도 있다. 혈암 스러스트 단층의 평균 경사는 태영탄광 및 한성탄광 갱내와 석회암층 상부에서 가행한 시추 자료로서 확인되었다. 혈암 스러스트 단층은 설바위-한성탄광까지는 지표에 잘 나타나 있지만, 동쪽으로 가면서는 지표에 잘 보이지 않으며, 스러스트 단층에 따라서 폭 1~2 m의 단층각력대 또는 단층점토가 발달하고 있다. 단층의 변위량은 화전동-소도동 단면에서 4.0 km, 황지동 단면에서 3.25 km이다.[30][27][3]
- 동고 단층(Donggo Fault)은 고한읍 고한리의 동고탄광에서 태백시 화전동으로 이어지며 남측이 낙하한 단층이다.[3] Son and cheong 1965
- 황지 단층(Hwangji Fault)은 황지동에서 철암동으로 이어지는 수직 단층이다. 동고 단층의 연장으로 추정된다.[3]
- 황전 스러스트 단층은 황지동 중부 태백역 부근에서 화전동 남부로 이어지는 스러스트 단층이다. 황지 배사 습곡 구조와 조선 누층군 상부, 평안 누층군 만항층 등이 평안 누층군 동고층 위로 충상되어 있다. 혈암 스러스트 단층과 같이 북쪽으로 저각 경사한다. 변위량은 2.35~2.5 km 정도이다.[27]
- 서북 스러스트 단층은 오투리조트 골프장 부근에서 황지동 남부 문곡역 부근까지 이어지는 동-서 주향의 스러스트 단층으로 곳에 따라서 장성층이 함백산층이나 도사곡층 상위로 충상되어 있다. 이 단층의 변위량은 500~600 m이다.[27]
- 스러스트 단층들의 생성 순서는 혈암 스러스트 단층이 먼저 생성되고, 서북 스러스트 단층이 나중에 생성되었으며, 스러스트가 운동하면서 먼저 형성된 스러스트 단층이나 내프(Nappe) 구조가 함께 변형되고 이동된 Piggy-back 형태의 특징을 보이고 있다. 나중에 생성된 단층일수록 변위량이 감소한다.[27]
- 흥전 스러스트 단층은 삼척시 도계읍 점리에서 함백산층과 장성층 위에 만항층을 올려놓은 내프(nappe) 구조를 이루고 있으며 흥전 내프라 불린다. 도계광업소 흥전갱 및 점리갱과 시추공에서 확인된 바로는 평균적으로는 북서쪽으로 20~30°경사하나 흥전 내프 부근 일부에서 남동쪽으로 약 20°경사한다.[30]
- 마교 스러스트 단층은 고사리에서 도계리까지 남-북으로 달리다가 동-서로 방향을 바꾸어 상덕리에 이른다. 이 단층은 마교리, 도계리, 상덕리 일대에 조선 누층군 풍촌 석회암층을 평안 누층군 함백산층 또는 장성층 위로 충상시켰으며 특히 상덕리 부근 경동탄광 사무실 북측에서는 내프 구조를 보인다. 이 단층의 경사는 평균 20°이나 부분적으로는 수평일 때도 있는 것이 확인되었다. 마교 스러스트 단층은 마교리에서 흥전 스러스트 단층을 절단하고 있어 흥전 스러스트 단층이 생성된 이후에 일어난 단층 운동이나 시간적인 격차는 크지 않을 것이다. 마교리 스러스트 단층은 정고리골 부근에 석회암층이 함백산층을 덮게 한 소부치(召富峙) 스러스트 단층과 연결된 것으로 보이며 백산 스러스트 단층과도 동시기에 형성된 단층으로 생각된다.[30]
- 오봉산 스러스트 단층은 삼척시 도계읍 흥전리에서 상덕리에 위치한 오봉산(729 m)까지 이어지는 스러스트 단층으로 장성층이 도사곡층과 함백산층 위로 충상되었다.[31]
- 문곡 단층(Mungog Fault)은 태백시 문곡동 일대에 북동-남서 방향으로 발달하며 소도리 단층을 문곡동에서 절단하고 있다.[30]
- 철암 단층은 철암동에서 철암천을 따라 북북동 방향으로 발달하는 수직 단층이다. 서측을 상승시키고 동측을 남쪽으로 이동시켰으며 석탄공사 장성지구와 강원탄광의 경계이기도 하다. 철암 단층과 함백산 단층은 직접 연관되어 있지 않아 정확한 선후 곤계는 알 수 없으나 대체로 거의 동일한 시기에 형성된 것으로 생각된다.[30]

함백산 단층 서부
백운산 향사대에는 북북동-남남서 주향의 단층들이 많이 발달한다. 두위봉 단층, 화절치 단층, 함동 단층을 비롯하여 북동-남서 방향의 단층 대부분은 북서쪽으로 경사하고 북서측 지괴가 상승한 역단층이다.
- 고한 단층(Gohan Fault)은 하이원리조트 남쪽의 백운산에서 시작해 고한읍 고한리를 지나 북북동쪽으로 이어지는 단층으로 위치상 백전리 단층의 일부로 보인다. 이 단층은 동측 지괴가 낙하한 수직 단층이다.[3]
- 사북 단층(Sabug Fault)은 정선군 사북읍 사북리에서 시작해 사북읍 직전리를 지나 북북동쪽으로 이어지며 위치상 호명 단층의 일부로 보인다. 이 단층은 서쪽이 낙하한 수직 단층으로 추정된다.[3]
- 고일 단층(Goil Fault)은 강릉시까지 이어지는 단곡 단층의 일부이며 동측이 상승했다.[3] 고일동은 단곡 단층이 지나는 정선군 남면 유평리 계곡에 위치한다.

## 영월탄전

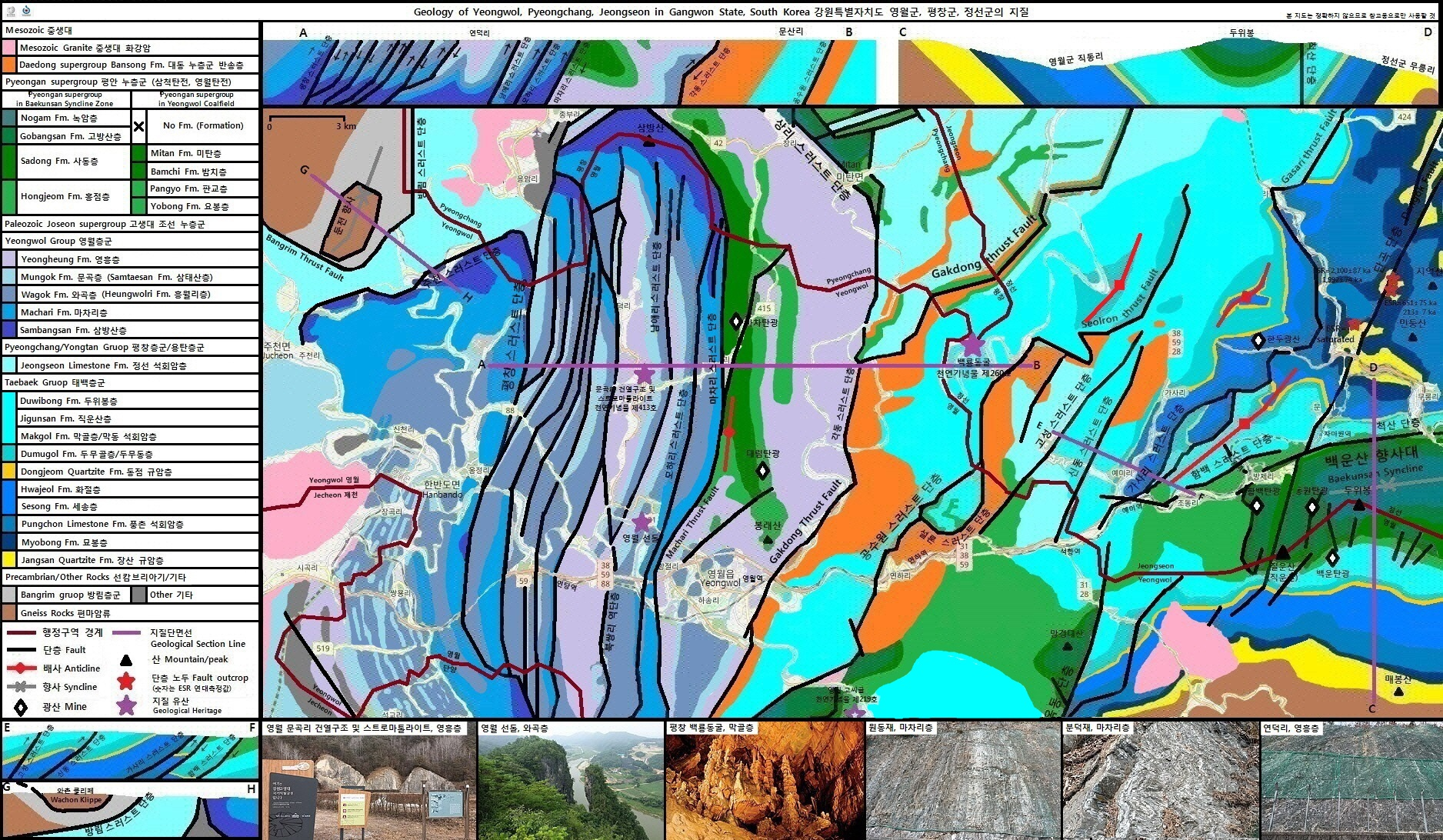
영월군의 평안 누층군 분포지 영월탄전은 영월군 북부에 소규모 분포한다.

영월군 내에서 고생대 후기에 형성된 평안 누층군은 조선 누층군에 비해 소규모로 분포한다. 그 중에서 두드러진 것은 소위 영월탄전(寧越炭田)이라 불리는 지역으로, 영월군 북면 마차리를 중심으로 남-북 방향으로 길게 발달하는 영월탄전의 평안 누층군은 과거에는 홍점층과 사동층으로 구분되었으나 현재는 아래서부터 요봉층, 판교층, 밤치층, 석탄이 부존된 미탄층으로 구분하며 사동층/미탄층 상위의 지층은 없다. 상부 지층이 없는 이유는 마차리 스러스트 단층에 의해 미탄층 상부의 지층들이 모두 침식되어 날아간 것으로 추정된다. 이들 평안 누층군의 일반적인 주향은 남-북이며 서쪽으로 50~70° 경사한다. 평안 누층군 서쪽에서는 사동층의 주향과 거의 평행하며 60° 내외로 경사하는 마차리 스러스트 단층이 사동층의 상부를 절단하는데 이 단층에 의하여 북부(영월군 북면 공기리-평창군 미탄면 율치리 경계 지역)에서는 사동층이 삼방산층 및 마차리층과, 남부에서는 사동층과 홍점층이 마차리층과 단층으로 접하여 있다.

### 생층서대
이창진 외(1988)는 평창군 미탄면 부근 영월탄전의 석탄기 및 페름기 지층에서 산출된 방추충 및 코노돈트 화석을 연구하여 생층서대를 설정하였다. 석탄-페름기의 석회암에서 9속 16종의 방추충 화석과 7속 15종의 코노돈트 화석을 발견하여 Eostaffella(요봉층 하부), Profusulinella(요봉층 상부), Fusulina, Pseudofusulina 4개 방추충 생층서대와 Idiognathoides opimus, 하부 Idiognathodus delicatus, 상부 Idiognathodus delicatus, Idiognathodus tersus, Streptognathodus elongatus 5개 코노돈트 생층서대를 설정하였다.

### 요봉층
요봉층(Cy; Carboniferous Yobong formation, 要峯層), 과거의 홍점층(Ch; Carboniferous Hongjeom formation)은 영월탄전의 평안 누층군 최하부 지층으로, 영월군 영월읍 삼옥리와 영흥리 (봉래산 산정부 포함) 일부 지역, 북면 마차리의 영월탄전 사동층 분포지역 주변과, 백운산 향사대에 해당하는 막동 석회암층 분포지역 북서부―영월군 중동면, 상동읍과 정선군 고한읍 경계 지역에 해당한다―에 존재한다. 요봉층의 이름은 영월군 북면 마차리 중앙의 골요봉에 위치한 요봉 마을에서 유래되었다. 요봉층은 주로 자색과 녹회색의 셰일과 사암으로 되어 있어 흑색 셰일을 주로 하는 상위의 사동층과 구별되며, 여러 매의 석회암이 렌즈상으로 협재되어 있다. 요봉 부근에는 홍점층 하부에 800 m 정도만 연장되는 기저 역암이 20 m 두께로 협재되어 있다. 이 역암층은 다른 지역에서는 확인되지 않으며 원마도가 좋은 역은 대부분 규암이고 드물게 셰일이 있다. 요봉층에 협재되는 석회암층은 요봉에서 11매, 마차리 남동부 절골 계곡에서 5매가 확인되었으며 홍점층은 측방 변화가 심해 최하부의 것을 제외한 석회암층은 연장을 추적하기 어렵다. 요봉층의 이러한 특성은 삼척탄전의 만항층과 대비될 수 있지만 요봉층의 상한이 만항층과 완전 일치하지는 않아 정창희(1969)는 영흥리-삼옥리 일대에서는 영월층군의 영흥층을 부정합으로 덮으며, 상부 지층인 사동층(판교층)과는 정합의 관계이다. 이 지역에서 요봉층의 하부는 적색 내지 담갈색의 사암과 역암 호층대, 적색 또는 담녹색의 셰일과 담녹색의 중립 사암 호층대로, 중부는 약 30 m 두께의 담회색 석회암층인 요봉석회암층으로, 상부는 적자색 내지 담녹색의 셰일과 담녹색의 중립 사암 및 담회색 석회암 호층대로 구성된다. 이 층의 상한은 요봉층 상부의 적색 셰일 또는 백색 내지 담회색의 석회암층과 판교층 하부의 회색 중립 사암이 접하는 층준이다. 요봉석회암층준은 영흥리의 발산(鉢山, 이 산 산정부에도 홍점층 분포)에서 1 km 정도 북쪽에 있는 물암골 마을 맞은편 구채석장으로부터 남-북으로 연속적으로 발달되어 있으며, 습곡과 단층 작용에 의해 실제 두께보다 두껍게 노출된다. 이 석회암층은 연속성이 좋아 건층(key bed)으로 이용된다. 또한 제천시의 가창산과 갑산 지역에 분포하는 갑산층의 30 m 두께의 석회암과 잘 대비되며, 요봉층의 석회암에서는 중기 석탄기의 모르완(Morrowan)과 아토칸(Atokan)조를 지시하는 방추충과 코노돈트가 풍부하게 산출된다. 요봉층의 사암의 구성 입자는 대부분 석영 입자들이며 이들의 원마도는 양호하다. 요봉층의 전체 두께는 약 110 m이다. 요봉층 상부에는 석탄기 모스코비안을 지시하는 방추충(푸줄리나)의 화석이 발견된다.
과거의 분류 (사동층, 고방산층)

### 사동층
사동층(Ps; Permian Sadong formation)은 영월탄전 북부 미탄면 율치리에서 영월군 북면 마차리에 이르기까지 남-북 방향으로 길게 분포하고 지층은 습곡 및 단층 작용에 의하여 반복 노출되어 있다. 본 층의 기저부에는 암회색 석회암층이 있어 하위의 홍점층을 정합적으로 덮는다. 이 석회암층의 평균 두께는 9 m로서 영월탄전 남부에서 잘 발달되어 홍점층과 사동층의 지층 구분에 좋은 표준층의 역할을 한다. 석회암층 위에는 두께 10 m의 흑색 셰일층이 있고, 그 위에 녹회색 세립 내지 중립 사암이 20~50 m의 두께로 발달한다. 이는 셰일 및 석탄층에 비해 풍화 작용에 대한 저항력이 크므로 여러 곳에서 산봉우리를 이룬다. 이 사암층 위에 두꺼운 셰일층이 발달되어 있다. 이 셰일층은 습곡과 단층에 의하여 교란되어 정확한 두께를 알 수 없으나 100 m 정도로 추정된다. 본 층의 기저 석회암 내에는 유공충류, 완족류, 복족류 등 다양한 화석이 산출된다. 본 층의 주향은 남-북~북동 10°이며 경사는 습곡 작용에 의하여 대체로 마차리 스러스트 단층 부근에서는 북서 60°, 동부의 홍점층 부근에서는 북동 55°이다. 전체 두께는 400 m 이상이다.
- 이종덕 등(1994)은 영월탄전의 밤치재에 드러난 사동층에서 코노돈트 미화석을 연구하였다. 밤치고개 단면의 사동층에서는 Spathognathodus minutus (Anchiognathodus typicalis?)와 Streptognathodus elongatus가 발견되었는데 이들의 산출범위가 넓어 생층서대를 정하지 않았다.

### 고방산층
고방산층(TRg; Triassic Gobangsan formation)은 지질도 상으로 홍점층 분포지역 바로 북쪽인 영월군 중동면, 상동읍과 정선군 고한읍 경계 지역과, 중동면 화원리 일부 지역, 영월읍 팔괴리-정양리 경계 지역에 소규모로만 분포한다. 백색 사암으로 구성되며, 하부에서 석영 역(quartzite pebble)과 셰일암편이 발견되고, 지역적으로 부정합이 존재한다. 고방산층은 식물 화석에 근거한 가와사키(1927)의 연구에 의해 중생대 트라이아스기로 고려되었으나, 고바야시(1953)는 이들 식물 화석군이 대부분 후기 페름기에 해당된다고 보고 하였다.
현재의 분류 (판교층, 밤치층, 미탄층)

### 판교층
판교층(Cp; Carboniferous Pangyo formation, 板橋層)은 요봉층을 정합적으로 덮으며 페름기 밤치층에 의해 부정합으로 덮인다. 판교층은 상부로 회색의 중립 내지 세립사암, 회색의 셰일과 석회암 등으로 구성된다. 판교층의 석회암에는 중기 석탄기의 더모이네시안(Desmoinesian) 혹은 모스코비안(Moscovian) 조를 지시하는 방추충과 코노돈트 화석이 풍부하게 산출된다. 이 지층의 두께는 약 130 m이다.

### 밤치층
밤치층(Pb; Permian Bamchi formation)은 판교층을 부정합으로 덮으며 미탄층에 의해 정합으로 덮인다. 지층의 이름은 현재 지방도 제415호선이 지나는 밤치재에서 유래했다. 밤치층은 암회색의 셰일, 석회암 및 회색 세립 내지 중립사암으로 구성된다. 특히 밤치층의 석회암 내에는 층상 내지 단괴상의 암회색 처트가 많이 발달되어 있다. 밤치층의 석회암에는 하부 페름기를 지시하는 방추충과 코노돈트, 유공층의 화석이 산출된다. 밤치층의 두께는 약 85 m이다.
- 이창진은 1990년 영월군 북면 밤치(밤재) 부근에 드러난 밤치층의 석회암에서 14속 16종의 유공충 화석을 발견하였다. 밤치층 하부 석회암은 두께 5~7 m이며 암회색을 띤다. 장경 1 cm 내외의 대형 방추충이 많이 포함되어 있어 다른 석회암과 쉽게 구별된다. 이 석회암으로부터 사크마리안조에 해당하는 방추충 Pseudofusulina, Quasifusulina, Pseudoschwagerina와 코노돈트 Streptognathodus, Diplognathodus가 산출된다. 이창진의 연구에서는 유공충 Tuberitina sp. A, Planoendothyra evoluta, Globivalvulina sp. A, Paleotextularia sp. A, Tetrataxis vulgaris, Monotaxinoides donbassicus, Climacammina antiqua, C. volgensis 이 발견되었다. 중하부 석회암은 두께 3~5 m이며 주로 암회색-암갈색을 띤다. 장경 1 cm 내외의 대형 방추충이 많이 포함되어 있어 다른 석회암과 쉽게 구별된다. 이 석회암으로부터 사크마리안조를 지시하는 방추충 Pseudofusulina, Quasifusulina와 코노돈트 Neognathodus가 보고된 바 있다. 이 석회암에서 유공층 Diplosphaerina sp. A, Neotuberitina maljavrni, Cribrogenerina nitina, Quasituberitina sp. A, Nodosinella sp. A, Mediocris breviscula, Paramediocris sp. A, Bradyina rotula, B. cribrostomata, Paleotextularia sp. A와 함께 방추충 Schubertella kingi가 발견되었다. 이들 대부분은 미국 네바다주의 석탄기 지층, 오클라호마주와 아칸소주의 모르완 표식층(Morowan stratotype), 일본의 푸쿠지(Fukuji)에 있는 이치노타니층(Ichinotani formation)에서 발견되어 기재된 바 있다.[39]

### 미탄층
미탄층(Pm; Permian Mitan formation)은 밤치층을 정합으로 덮으며 이 층의 상한은 캄브리아기의 조선 누층군 마차리층과 마차리 스러스트 단층으로 접한다. 미탄층은 회색의 중립 사암과 암회색의 셰일로 구성되며 상부에 3매의 석탄층을 포함한다. 미탄층의 상부가 단층에 의해 잘리고 심한 습곡 구조를 보이고 있어 미탄층의 정확한 두께를 알 수 없지만 약 300 m로 추정된다.
- 페름기의 미탄층은 멧둔재 중심부에 남북으로 발달되어 있다. 이 지역에서 미탄층은 요봉층을 부정합으로 피복한다. 미탄층은 대부분 흑색 셰일로 구성되며 얇은 석탄층이 발달되어 있다. 미탄층의 표식지는 강원도 평창군 미탄면 마차리이다. 표식지에서 미탄층은 하부로부터 회색 중립질 사암, 흑회색 셰일, 3개의 탄층을 가진 흑색 셰일 순으로 이루어져 있다. 멧둔재 지역의 미탄층은 주로 셰일로 이루어져 있다. 미탄층은 태백지역의 장성층에 대비되는 층이다. 조사 지역에서는 멧둔재 터널 공사 지역에서 석탄층이 1~2m 협재되어 있다. 멧둔재 구도로변에 분포하는 셰일층에는 단층대가 발달되어 있다.[40]

## 갑산층
갑산층(Og; gapsan formation)은 단양군 어상천면-매포읍-제천시 경계에 위치한 갑산(732.4 m)과 영월군 남면 토교리 남쪽에 위치한 가창산(818.6 m) 일대에 분포하는 지층이다. 평창 스러스트 단층 서편에서 갑산층으로 명명된 이 지층이 홍점층에 대비된다는 보고가 있었다. 갑산층은 태백산지구지하자원조사단(1962)의 영춘도폭에서 평창 단층 서편에 길게 신장된 모양으로 조선 누층군 석회암과 돌로마이트 위에 놓이는 시대 미상의 지층으로 처음 인지되었다. 이 지층의 하부는 주로 적색의 조립 사암과 실트암으로, 중부는 담회색 내지 백색의 석회암으로, 상부는 적색 이암, 담갈색 내지 담회색 석회암의 호층(互層)으로 구성되어 있으며, 이암은 석회암층 사이에 얇게 협재되고, 저변성 작용을 받아 일부 이암은 점판암이나 천매암으로 변하였다. 이 층의 석회암은 주로 해백합(가장 우세), 복족류, 개형충, 유공충, 산호, 방추충 등의 생물 파편으로 구성되어 있으며 백색 내지 담황갈색의 처트(chert)가 판상(板狀) 또는 구형으로 많이 발달되어 있다. 본 지층이 나타나는 구조상의 위치에 의해 하부의 오르도비스기 석회암보다는 젊고, 중생대 쥐라기 대보 조산운동 시기보다는 오래된 지층일 것으로 알려졌다. 이후 식물 화석과 방추충 화석이 산출되면서 갑산층의 지질시대는 고생대 석탄기 하부 모스코비안에 해당하는 것으로 제안되었다.

## 강릉탄전
안인리에서 묵호동에 이르는 동해안 일대와, 대관령 동방 4 km 지역에서부터 강릉 남방 12 km 지점인 만덕봉 부근에까지 이르는 지역은, 석탄이 산출되어 소위 강릉탄전(江陵炭田)으로 불리는 지역이다. 면적 190 km2에 이르는 강릉탄전에는 전국 석탄의 약 5%가 매장된 것으로 알려져 있으며 1980년대 말 약 90개의 탄광이 운영되었으나 석탄산업 합리화 사업으로 모두 폐광되었다.
태백산지구지하자원조사단 (1962)
태백산지구지하자원조사단에 의하면 홍점층, 사동층, 고방산층 내에 석탄층을 포함하나 홍점층 상부에 협재되는 석탄층과 고방산층 하부의 석탄층은 가행할 만한 두께를 갖지 못해 설명을 생략하였다.
- 강릉탄전의 사동층은 강릉탄전 남부의 홍점층과 북부의 고방산층 사이에 분포하며 산성외리, 임곡리, 옥계면 금진리, 묵호항 북쪽 망상동, 대진동 등지에서는 심한 습곡 작용을 받아 복잡하게 분포한다. 본 지층은 상, 중, 하부로 나누어지는데 그 전체 두께는 120 m 내외이나 임곡 지역에서는 60 m로 감소한다. 하부는 홍점층을 정합으로 덮는 흑색 셰일로부터 중탄층의 하반 사암 직하부까지 30~50 m의 두께를 가지며 주로 흑색 셰일로 구성되나 얇은 세랍사암층을 협재하고 홍점층 가까이에 얇은 석탄층을 협재한다. 하부에 협재된 하탄층은 그 발달이 뚜렷하지 못하며 가행할 만한 가치가 별로 없다. 하탄층의 두께는 1 m 이하이며 탄질은 4500~5000 cal이다. 중부는 중탄층의 하반 사암으로부터 상탄층의 하반 셰일 하부까지의 30~40 m 두께의 지층으로서 왕산면 지역과 같이 흑색 사암을 주로 하는 곳과 산성외리 지역과 같이 셰일을 주로 하는 곳이 있다. 중부 내에는 기저부의 두께 5~15 m의 사암을 하반 사암으로 하여 중탄층이 발달한다. 중탄층의 위치는 곳에 따라 다르며 산성외리에서는 고방산층 기저부 직하 70 m, 왕산면 지역에서는 직하 55 m 지점에 위치한다. 중탄층의 상반은 흑색 셰일이며 하반은 중립질의 흑색 사암이다. 이 흑색 사암은 중탄층을 찾는 열쇠층(Key bed)이 되며 흑색 사암 위에 약간의 흑색 셰일이 발달되는 경우가 있어 흑색 셰일을 상하반으로 하여 협재되는 경우도 있다. 상부는 상탄층의 하반 셰일로부터 고방산층의 기저 직하부까지 세립사암과 사질셰일을 주로 지층으로서 지층의 두께는 곳에 따라 달라 기마봉(騎馬峯) 부근에서는 80~100 m로 두꺼워지고 산성외리에서는 50 m, 왕산면에서 20 m로 얇아지며 임곡리에서는 상부가 없다. 상부에는 상탄층이 협재되어 있으며 상탄층의 발달은 주로 왕산면 지역에서 현저하다. 산성외리와 금진리 지역에서는 상탄층의 가행이 거의 불가능한 것으로 여겨진다. 상탄층의 상반은 회백색의 조립 사암이며 하반은 백색 반점을 갖는 흑색 셰일이다. 이 흑색 셰일은 부분적으로 탄질물의 함량이 높아 가행 대상이 되는 부분도 있다.[32]

### 정동심곡바다부채길과 옥계면 금진리 해안
정동심곡 바다부채길은 강릉시 강동면 심곡리와 정동진리 해안에 설치된 2.6km의 해안길로, 이 해안길을 따라 아래 사진과 같이 평안 누층군의 노두가 대규모로 드러나 있어 평안 누층군의 여러 암석과 층리, 습곡, 암맥 등 다양한 지질구조를 관찰할 수 있다. 이 길은 강동면 심곡리 심곡항 북쪽의 매표소에서 정동진 해안단구의 썬쿠르즈리조트 부근의 매표소까지 이어지며 중간에 부채바위, 투구바위 등의 명소가 있고 입장료는 성인 5,000원이다. 이 길은 바다와 퇴적암인 평안 누층군으로 구성된 절벽에 아주 가까워 월파와 낙석에 주의하여야 한다.
정동심곡 바다부채길의 평안 누층군
- 서쪽으로 경사진 평안 누층군의 층리
북위 37° 39′ 59.8″ 동경 129° 03′ 16.8″ / 북위 37.666611°  동경 129.054667°
- 평안 누층군의 조립질사암
북위 37° 40′ 01.5″ 동경 129° 03′ 18.0″ / 북위 37.667083°  동경 129.055000°
- 평안 누층군의 조립질사암
북위 37° 40′ 02.0″ 동경 129° 03′ 18.8″ / 북위 37.667222°  동경 129.055222°
- 평안 누층군을 관입한 암맥
북위 37° 40′ 01.9″ 동경 129° 03′ 18.7″ / 북위 37.667194°  동경 129.055194°
- 북위 37° 40′ 01.9″ 동경 129° 03′ 18.7″ / 북위 37.667194°  동경 129.055194°
- 평안 누층군을 관입한 암맥
북위 37° 40′ 02.3″ 동경 129° 03′ 19.0″ / 북위 37.667306°  동경 129.055278°
- 남서쪽으로 경사진 평안 누층군
북위 37° 40′ 06.2″ 동경 129° 03′ 21.0″ / 북위 37.668389°  동경 129.055833°
- 남서쪽으로 경사진 평안 누층군
북위 37° 40′ 07.5″ 동경 129° 03′ 22.9″ / 북위 37.668750°  동경 129.056361°
- 부채바위와 서쪽으로 경사하는 평안 누층군
북위 37° 40′ 21.6″ 동경 129° 03′ 24.9″ / 북위 37.672667°  동경 129.056917°
- 평안 누층군의 사층리
북위 37° 40′ 18.5″ 동경 129° 03′ 25.4″ / 북위 37.671806°  동경 129.057056°
- 북위 37° 40′ 33.3″ 동경 129° 03′ 19.3″ / 북위 37.675917°  동경 129.055361°
- 북위 37° 40′ 34.5″ 동경 129° 03′ 18.5″ / 북위 37.676250°  동경 129.055139°
- 북위 37° 40′ 34.5″ 동경 129° 03′ 18.3″ / 북위 37.676250°  동경 129.055083°
- 북위 37° 40′ 35.8″ 동경 129° 03′ 14.4″ / 북위 37.676611°  동경 129.054000°
- 투구바위 정면
북위 37° 40′ 38.5″ 동경 129° 03′ 10.8″ / 북위 37.677361°  동경 129.053000°
- 투구바위 측면
- 투구바위 부근 습곡
북위 37° 40′ 37.5″ 동경 129° 03′ 12.9″ / 북위 37.677083°  동경 129.053583°
- 평안 누층군을 관입한 암맥
북위 37° 40′ 40.5″ 동경 129° 03′ 08.8″ / 북위 37.677917°  동경 129.052444°
- 서쪽으로 경사진 평안 누층군
북위 37° 40′ 40.7″ 동경 129° 03′ 08.4″ / 북위 37.677972°  동경 129.052333°
- 평안 누층군을 관입한 암맥
북위 37° 40′ 42.2″ 동경 129° 03′ 07.7″ / 북위 37.678389°  동경 129.052139°
- 경사층
북위 37° 40′ 42.8″ 동경 129° 03′ 06.9″ / 북위 37.678556°  동경 129.051917°
- 하부 백색사암과 상부 흑색셰일
북위 37° 40′ 43.1″ 동경 129° 03′ 05.4″ / 북위 37.678639°  동경 129.051500°
- 북위 37° 40′ 51.1″ 동경 129° 02′ 56.6″ / 북위 37.680861°  동경 129.049056°
- 북위 37° 40′ 52.0″ 동경 129° 02′ 55.3″ / 북위 37.681111°  동경 129.048694°
- 평안 누층군을 관입한 암맥
북위 37° 40′ 42.8″ 동경 129° 03′ 07.4″ / 북위 37.678556°  동경 129.052056°
- 해안의 경사층
북위 37° 40′ 05.8″ 동경 129° 03′ 21.0″ / 북위 37.668278°  동경 129.055833°

### 만항층
만항층(Manhang formation)은 평안 누층군의 최하부인 석탄기 지층으로 과거의 홍점층에 해당하며, 하부 지층인 석병산층을 부정합으로 덮는다.
- 상부 고생대의 층서연구(1990)에 의하면 강릉탄전의 만항층은 저색, 녹색, 회색 셰일, 녹회색 세립/조립사암, (녹)회색의 셰일과 실트스톤으로 구성되며 회색, 유백색 내지 담홍색 석회암이 협재되고 지층의 두께는 약 300 m이다.[45]
- 강릉 지질도폭에 의하면 강릉탄전의 만항층은 다른 탄전의 만항층에 비해서 분포 면적이 넓고 두껍다. 강릉 지역의 만항층은 일반적으로 주로 담녹색 천매암 또는 셰일, 회색 내지 암회색 셰일이나 세립질 사암으로 구성되며, 특징적으로 다른 지역에서 잘 나타나는 적색 내지 적회색의 셰일이나 사암이 거의 관찰되지 않는다. 만항층 내에는 백색의 석회암이 렌즈상으로 협재하며, 중부에 2개의 얇은 석탄층이 보고되어 있다. 만항층은 석병산층과 마찬가지로 강릉시 왕산면 도마리와 강릉시 강동면 임곡리의 두 지역에서 석병산층과 인접하여 분포한다.[44]
  - 왕산면 도마리에 분포하는 만항층은 녹회색 내지 회색의 천매암이 가장 우세하며, 점판암, 세립질 사암, 석회암이 일부 협재한다.[44]
  - 강동면 임곡리 지역에서 만항층은 임곡 단층의 서편과 동편에 모두 분포한다. 서편에서는 석병산층의 상부에 부정합적으로 놓이며, 동편에서는 석병산층과 접하는 부분 없이 넓은 지역에 걸쳐서 분포한다. 임곡단층 동편으로 넓게 분포하는 까닭은 남북 방향의 향사와 배사가 최소한 3조가 발달하면서 지층이 반복되기 때문으로 해석된다. 임곡 단층 동편의 만항층은 임곡교회 부근까지 분포하고, 임곡단층 서편에서는 강릉승마장 부근까지 분포하여, 임곡단층에 따른 만항층의 겉보기 수평 변위량은 약 2.9 km에 이른다.[44]

### 금천층
금천층(Geumcheon Formation)은 과거의 상부 홍점층에 해당하며 암회색 사암, 흑색 세립질사암, 사질셰일과 셰일로 구성되고 2매 이상의 렌즈상 석회암을 협재한다. 이 석회암층준에서 4종의 방추충 화석과 기타 유공충의 화석이 보고되어 있다. 지층의 두께는 80~120 m이다.

### 장성층
장성층(Jangseong Formation)은 (암)회색의 중-조립사암과 암회색 및 흑색사암으로 구성되며 수 매의 석탄층이 협재되어 있다. 셰일층에는 Annularia, Cordaites, Stigmaria, Tingia, Tingiostachya 등의 식물 화석이 보고되어 있다. 지층의 두께는 150 m 정도이다.

### 함백산층
함백산층(Hambaeksan Formation)은 과거의 고방산층 하부에 해당하며 유백색, (담)회색, 담녹색의 (극)조립사암과 담녹색-(녹)회색 세립사암으로 구성되며 박층의 흑색/암회색 셰일과 사암을 협재한다. 지층의 두께는 약 200 m이다. 강릉시 강동면 심곡리~옥계면 금진리 해안도로를 따라 아래 사진과 같이 함백산층이 드러나 있으며 습곡과 단층, 암맥이 관찰된다.
심곡리-금진리 해안의 평안 누층군 함백산층 노두
- 금진항 (강릉시)의 노두와 이를 관입한 암맥
북위 37° 39′ 06.3″ 동경 129° 02′ 58.1″ / 북위 37.651750°  동경 129.049472°
- 북위 37° 39′ 46.2″ 동경 129° 03′ 20.4″ / 북위 37.662833°  동경 129.055667°
- 북위 37° 39′ 47.8″ 동경 129° 03′ 20.6″ / 북위 37.663278°  동경 129.055722°
- 북위 37° 39′ 48.7″ 동경 129° 03′ 18.1″ / 북위 37.663528°  동경 129.055028°
- 평안 누층군 함백산층의 조립사암층으로 석영맥이 관입하였다.
북위 37° 39′ 47.0″ 동경 129° 03′ 20.0″ / 북위 37.663056°  동경 129.055556°
- 북위 37° 39′ 47.1″ 동경 129° 03′ 19.9″ / 북위 37.663083°  동경 129.055528°
- 북위 37° 39′ 48.6″ 동경 129° 03′ 18.5″ / 북위 37.663500°  동경 129.055139°
- 평안 누층군 함백산층에 형성된 풍화구조로 작은 구멍이 있다.
북위 37° 39′ 48.8″ 동경 129° 03′ 18.4″ / 북위 37.663556°  동경 129.055111°
- 하부 백색층과 상부 암회색층. 서쪽으로 기울어 있다.
북위 37° 39′ 37.3″ 동경 129° 03′ 22.4″ / 북위 37.660361°  동경 129.056222°
- 습곡과 단층 구조로 층리가 변화한다.
북위 37° 39′ 34.8″ 동경 129° 03′ 21.5″ / 북위 37.659667°  동경 129.055972°
- 지층은 서측으로 경사한다.
북위 37° 39′ 35.5″ 동경 129° 03′ 21.5″ / 북위 37.659861°  동경 129.055972°
- 이암과 사암의 호층으로 배사 습곡구조가 형성되어 있다.
북위 37° 39′ 36.8″ 동경 129° 03′ 22.2″ / 북위 37.660222°  동경 129.056167°
- 대규모 향사 습곡 구조
북위 37° 39′ 29.7″ 동경 129° 03′ 22.6″ / 북위 37.658250°  동경 129.056278°
- 함백산층을 관입한 암맥 구조
북위 37° 39′ 30.4″ 동경 129° 03′ 22.3″ / 북위 37.658444°  동경 129.056194°
- 북위 37° 39′ 29.3″ 동경 129° 03′ 22.3″ / 북위 37.658139°  동경 129.056194°
- 사층리
북위 37° 39′ 31.7″ 동경 129° 03′ 23.7″ / 북위 37.658806°  동경 129.056583°
- 북위 37° 39′ 23.1″ 동경 129° 03′ 20.0″ / 북위 37.656417°  동경 129.055556°

### 망덕산층
망덕산층(Mangdeoksan Formation)은 함백산층을 정합으로 덮으며 암회색 사암과 셰일로 구성된다. 지층의 두께는 250 m이며 삼척탄전 지역의 도사곡층에 대비되는 것으로 보인다.

### 언별리층
언별리층(Unbyeolri Formation)은 담녹회색 및 백색 사암과 담녹색 셰일로 구성되며 지층의 두께는 약 250 m이다.

### 강릉 지질도폭의 평안 누층군

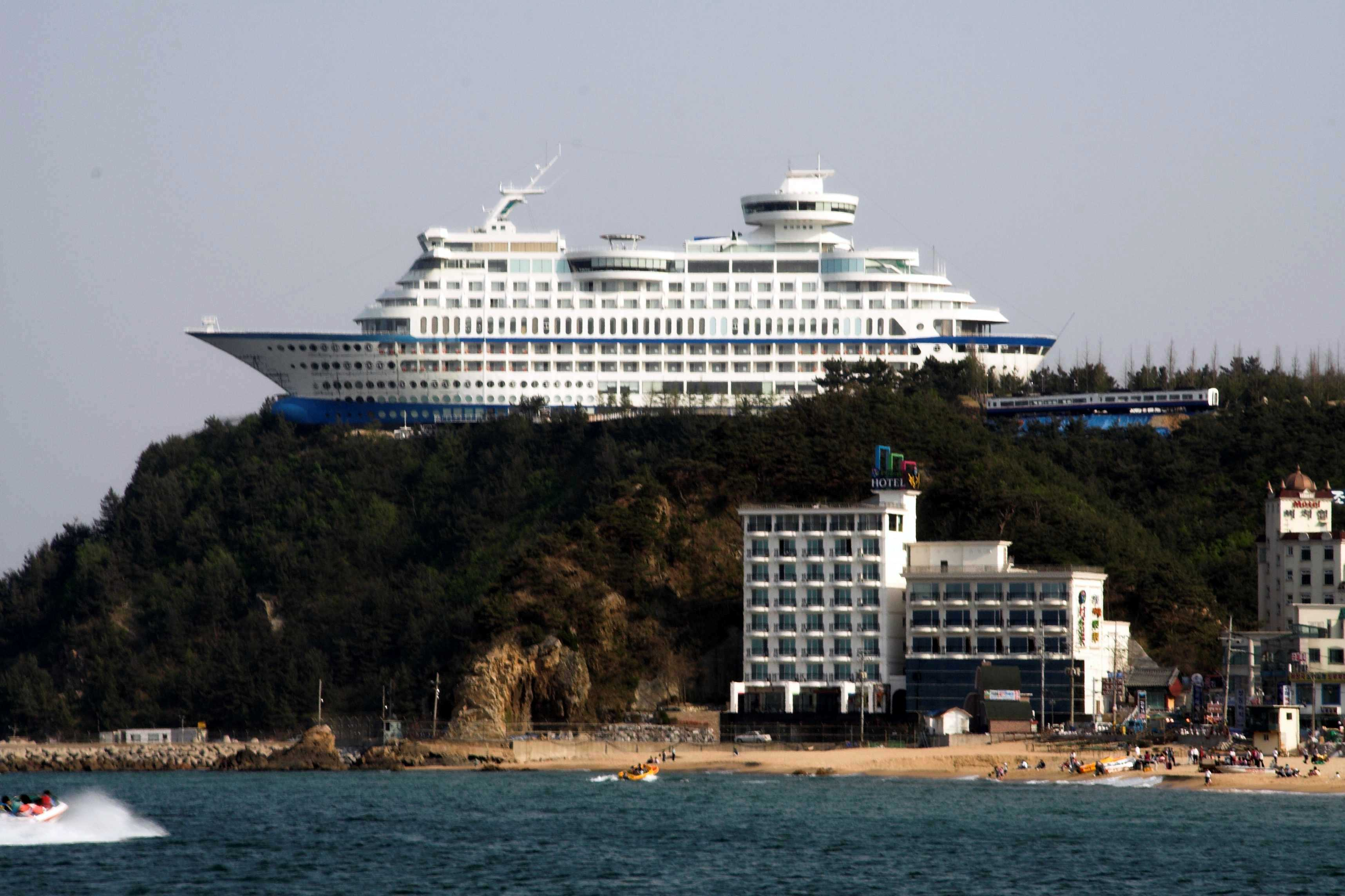
정동진 썬크루즈 호텔과 그 옆의 평안 누층군

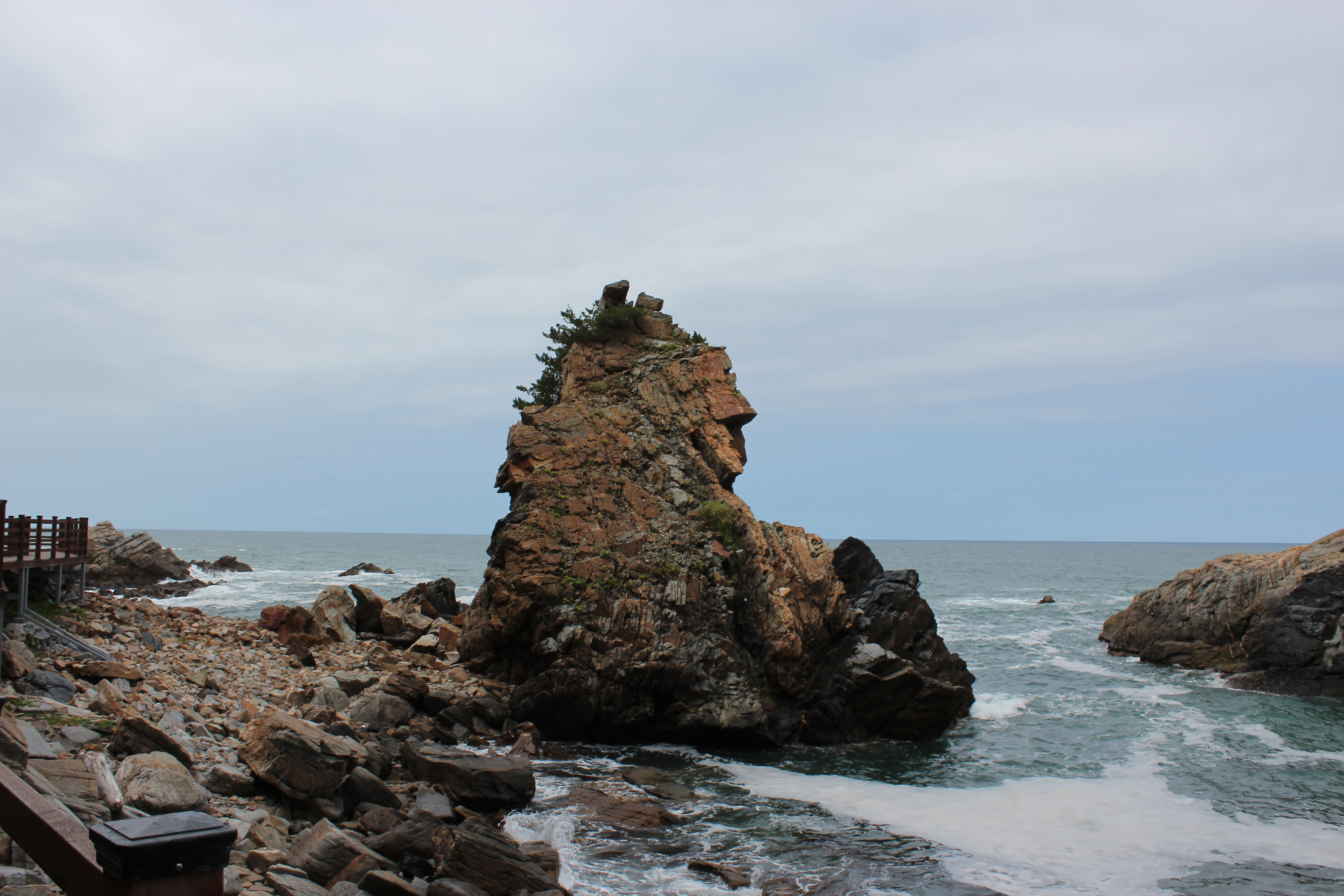
정동진 지역의 투구바위와 정동심곡 바다부채길.

- 강릉 지질도폭(2011)의 중부 평안 누층군(CPmp; middle pyeongan supergroup)은 금천층과 장성층을 포함하는 지층으로 과거의 사동층에 해당한다. 두 지층을 하나로 묶은 이유는 많은 지역에서 금천층과 장성층의 구분이 힘들고, 금천층의 분포가 넓지 않기 때문이다. 중부 평안 누층군의 하부 한계는 만항층 상위로 암색이 어두워지기 시작하는 부분이며, 상한은 상부 평안누층군의 유백색 사암이 노출되기 시작하는 지점이다. 하한과 상한은 모두 정합적인 관계이다. 주된 암상은 암회색의 셰일, 실트암, 세립질 사암 등으로 대부분 천매암화되어 있으며, 탄질 셰일이 협재한다. 중부 평안누층군의 상위에 해당하는 장성층에는 4매의 무연탄층이 협재하며, 페름기를 지시하는 Annularia, Cordaites, Stigmaria, Tingia 등의 식물 화석이 보고되었다. 왕산면 도마리와 강동면 모전리 등지에 분포한다. 중부 평안누층군 상위에 해당하는 장성층이 분포한 곳을 따라서 과거에 지암탄광, 영동탄광, 동림탄광 등이 줄지어 개발되었으며, 그 흔적이 지금도 많이 남아있다. 강릉시 왕산면 도마리와 구정리에서는 습곡구조에 의해서 만항층과 상부 평안누층군 사이에 노출된다. 특히, 강릉시 구정면 언별리와 강동면 안인진리에서는 중부 평안 누층군이 역단층에 의해서 여러 차례 반복된다. 언별리 단경골에서 망덕봉으로 올라가는 능선에서는 2개의 역단층에 의해서 상부 평안 누층군 내에 중부 평안 누층군이 두 번 반복된다. 이는 능선의 남쪽 골짜기에서도 확인된다. 임곡 단층 동편의 강동면 안인진리에서도 3개의 역단층에 의해서 중부 평안 누층군이 세 번 반복된다.[44]
- 강릉 지질도폭(2011)의 상부 평안 누층군(Pup; upper pyeongan supergroup)은 함백산층, 망덕산층, 언별리층을 포함하는 지층이다. 강릉 지역의 평안 누층군 중에서 가장 넓게 분포하며, 구정면 구정리와 강동면 언별리 일대에서 중생대 화강암과  접한다. 상부 평안누층군이 분포가 넓은 이유는 북서-남동 내지 남북 방향의 습곡 구조가 많이 발달하여, 남북의 주향 방향을 가지는 상부 평안 누층군이 동서 방향으로 반복되기 때문이다. 상부 평안 누층군은 중부 평안 누층군을 정합으로 덮으며, 전체적으로 유백색 내지 연회색의 사암 또는 규암이 우세하고, 천매암질 사암이나 실트암이 협재한다.[44]
  - 강동면 심곡리의 정동심곡 바다부채길(사진)에는 바닷가를 따라 평안 누층군이 발달해 있다. 과거 고방산층군으로 분류된 이 지층은 주로 사암으로 구성되며 셰일층이 협재되고 해안을 따라 시스텍이 분포한다. 셰일층에는 식물 화석 등이 확인되었다.[46]

### 강릉탄전의 지질구조
강릉 남동부의 강릉 탄전 지역에서는 고생대 후기의 평안 누층군 내에 엽리, 압쇄, 단층, 습곡 구조와 같은 형성 시기를 달리하는 수많은 지질 구조가 발달한다. 평안 누층군의 퇴적 이후, 이 지역 내에서 최소한 1회의 압쇄작용, 3회의 습곡작용, 3회의 단층운동이 확인된다.
김유홍 등(2012)은 강릉탄전 북부의 지질조사를 통해 6회의 변형작용을 설정하였다. 연구에 의하면, 첫번째는 광역적인 엽리면과 압쇄면을, 두번째는 북북서 방향의 습곡 구조와 파랑선구조 및 엽리면을, 세번째는 남-북 방향의 개방습곡을, 네번째는 북북동 방향의 역단층과 이에 수반된 습곡 구조를, 다섯번째는 북북동 주향의 정단층을, 여섯번째 변형작용은 북북동 방향의 우수향 주향 이동 단층을 형성하였다. 지질구조와 남항진 섬록암과 강릉 화강암과의 관계를 통해 첫번째부터 네번째 변형작용까지는 232 Ma (트라이아스기) 이후, 174 Ma (쥐라기) 이전에 일어난 것으로 추정되며, 첫번째와 두번째 변형작용은 남중국판과 북중국 강괴 충돌의 영향일 가능성이 높다. 그리고 임곡 단층은 백악기 이후에 형성된 것으로 생각된다.
습곡
- 도마리 배사는 왕산면 도마리에 서북서-남동 방향으로 발달하며, 습곡 가운데에 조선 누층군 석병산층이, 그 양쪽에 평안 누층군 만항층이 분포한다. 도마리 배사는 등사 습곡의 구조를 보인다.[47]
- 늘목재 배사는 매봉산(820.7 m) 부근, 구정면 구정리와 왕산면 도마리 사이에 위치한 고개 늘목재에서 성산면 산북리의 좌망두마을로 이어지는 연장 2.5 km, 북북서-남남동 방향의 축을 가진 배사 습곡이다. 이 습곡 구조에 의해 가운데에 암회색의 셰일과 사암인 중부 평안 누층군이, 그 양쪽에 유백색 사암인 상부 평안 누층군이 분포한다. 도마리 배사와 마찬가지로 등사 습곡이다. 성산면 산북리에서 남항진 섬록암에 관입당해 소멸된다.[47]
- 칠성산 향사는 구정면 어단리 남쪽의 칠성산을 지나는 남-북 주향의 향사 습곡으로, 칠성저수지에서 석병산 부근까지 약 7 km 이어진다. 칠성산 향사는 강릉탄전의 평안 누층군의 분포에 영향을 주는 대규모의 습곡 구조로, 남-북 방향의 축을 경계로 평안 누층군 지층이 동측에서는 북북동 주향에 서북서 경사를 보이며, 서측에서는 북서 주향에 북동 경사를 보인다. 칠성산 향사 동측에는 임곡 단층을 따라 석병산층과 만항층이 길게 드러나 있어 칠성산 향사에 대응되는 배사 구조의 존재를 암시하였으나 조사 결과 뚜렷한 배사 구조가 확인되지는 않았다. 이는 후기의 변형작용이 겹치며 지층이 교란되었기 때문일 것이다.[47]

단층
- 임곡 단층은 강릉탄전 지역에서 약 20 km 이상 추적되는 단층이다. 단층의 주향은 북동 15°이며, 고각의 수직 단층이다. 강릉탄전 보고서에서 임곡 단층은 동측이 떨어진 수직단층으로 보고되었다. 임곡 단층에 따른 만항층의 겉보기 수평 변위량은 약 2.9 km에 이른다. 따라서 임곡단층은 동쪽 지괴가 떨어진 정단층 운동과 우수향 주향이동이 복합적으로 일어난 단층일 가능성이 높다.[44]
- 강릉시 구정면 언별리와 강동면 안인진리에서는 중부 평안 누층군이 역단층에 의해서 여러 차례 반복된다. 강동면 안인진리에서 평안 누층군이 반복되는 현상은 기존에 등사 습곡에 의한 것으로 해석되었으나 황재하 등(2011)은 지질조사를 수행하고 시추자료를 분석하여 지층의 반복 분포 현상이 습곡이 아닌 평행한 역단층들의 발달에 기인한 것으로 확인하였으며 이 평행 역단층들이 인편상으로 발달하는 스러스트 단층일 가능성이 높다고 하였다.[48] 언별리 단경골에서 망덕봉으로 올라가는 능선에서는 서쪽부터 언별리 스러스트 단층, 망덕봉 스러스트 단층 2개 단층에 의해서 상부 평안 누층군 내에 중부 평안 누층군이 두 번 반복된다. 임곡 단층 동편의 강동면 안인진리에는 서쪽부터 북북동-남남서 주향의 송촌 스러스트 단층, 허이대 스러스트 단층, 대포동 스러스트 단층 3개 단층에 의해서 중부 평안 누층군이 세 번 반복된다. 이중 대포동 스러스트 단층은 안인진리 해안가에서 강릉 화강암에 의해 절단되어 역단층 운동은 평안 누층군이 퇴적된 후 1억 7400만 년 전 이전에 일어난 것으로 추정된다.[44][47]

## 정선-평창탄전

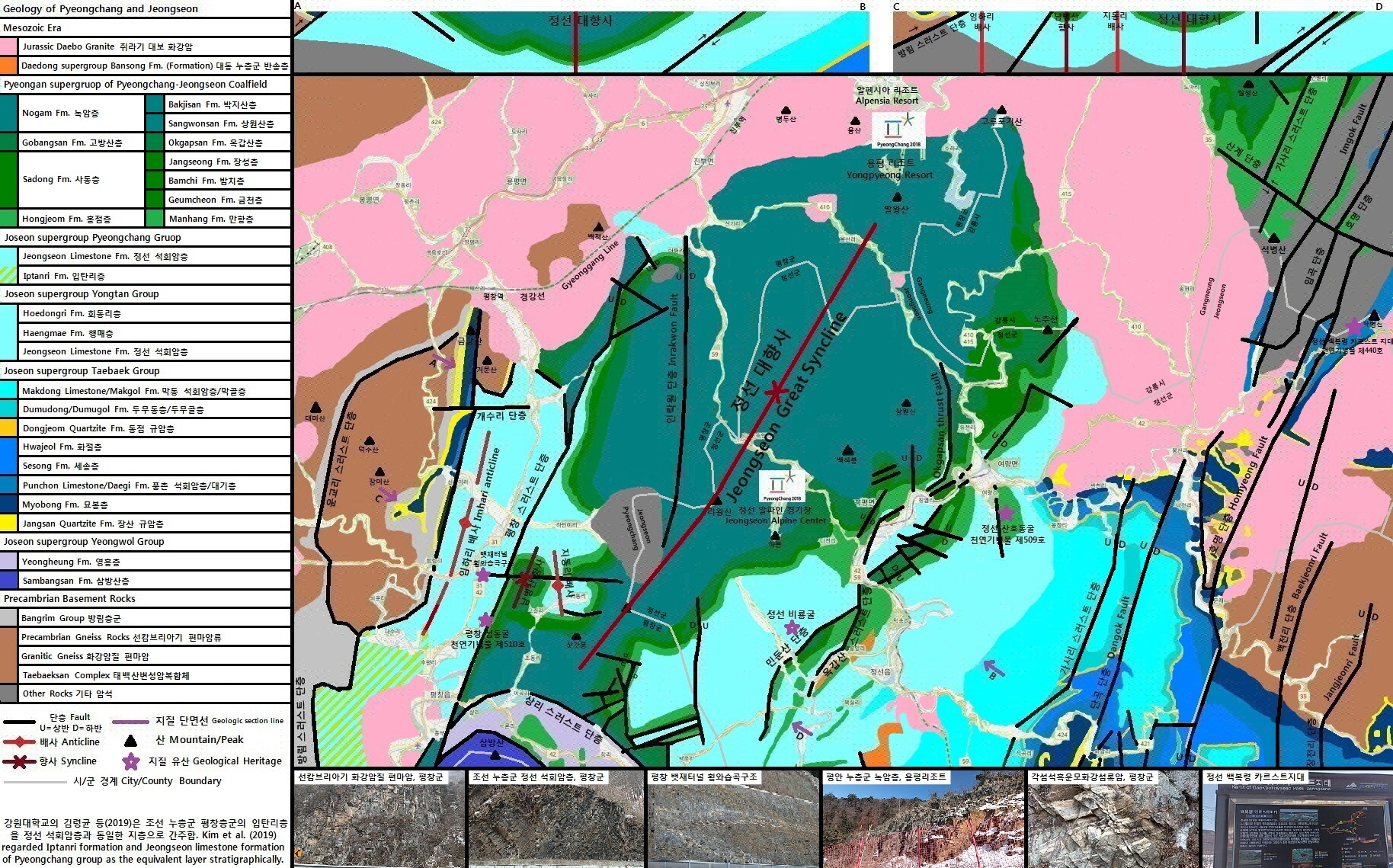
평창군-정선군 일대에 분포하는 평안 누층군

평창군과 정선군 경계 지역에는 광역적인 규모의 향사 습곡 정선 대향사(Jeongseon great syncline, 旌善大向斜)에 의해 평안 누층군이 매우 넓게 대칭적으로 분포하고 있어 평창군과 정선군 양쪽에 걸쳐 있다.
평창 지역 (창동도폭, 평창도폭)
평창군 남동부 정선군과의 경계 지역에는 광역적인 규모의 향사 습곡 정선 대향사(Jeongseon great syncline, 旌善大向斜)에 의해 고생대 석탄기~중생대 트라이아스기에 형성된 평안 누층군이 매우 넓게 분포하고 있다. 태백산지구지하자원조사단(GICTR, 1962)에 의해 태백산 분지의 평안 누층군이 아래로부터 홍점층(Ch), 사동층(Ps), 고방산층(TRg) 및 녹암층(TRn)으로 구분된 이래로 평창 지역에서도 오랜 기간 이 층서 구분을 사용하고 있으나, 평창탄전 정밀지질보고서에서는 이를 하부로부터 만항층, 금천층, 밤치층, 장성층, 옥갑산층, 상원산층 및 박지산층으로 구분하기도 하였다. 대규모 향사 구조에 의하여 평안 누층군의 각 지층들은 평창과 정선 양측에 분포하며 이중 평창군에는 평창읍의 장암산(893 m)과 조동리에서 남병산과 청옥산, 가리왕산, 백석산과 잠두산, 두타산, 고루포기산에 이르는 산악 지역에 분포한다.

### 홍점층
홍점층(Ch; Carboniferous hongjeom formation) 또는 만항층은 주로 녹회색의 셰일 또는 세립질 사암으로 구성되며, 백색의 결정질 석회암층이 협재된다. 삼척탄전의 만항층에 대비되나, 그들의 특징적 암상인 적색 내지 자색의 사암층이 평창 지역에서는 나타나지 않는다. 대화리 가지동 일대에서 평창층군 정선 석회암층과의 접촉부는 실루리아기-데본기의 결층이 있음에도 불구하고 큰 변화 없이 평행하게 발달되어 있다. 지질 시대는 석탄기 초기이다.

### 사동층
사동층(Ps; Permian sadong formation)은 주로 암회색 내지 흑색 사암과 셰일의 호층으로 구성되며, 하부에 수 층의 렌즈상 석회암이 협재되고, 상부에는 석탄층이 협재된다. 삼척탄전의 금천층과 만항층에 대비되며, 영월탄전의 밤치층에 해당하는 지층도 이에 포함된다. 평창 지역은 삼척 지역과는 달리 금천층과 장성층 사이에 즉 석탄기 말에서 페름기 초기에 이르는 결층을 포함하는 것으로 알려져 있다. 대화리 가지동 일대에서 사동층은 하반부는 금천층에 상반부는 장성층에 해당하는 부위이며, 가지동 동부에서 장성층에 대비되는 상부와 가지동 북동부에서 금천층에 대비되는 하부에 석탄을 함유한 함탄층이 발견된다. 상부의 고방산층과는 거의 평행하고 정합적으로 발달되어 있다.

### 고방산층
고방산층(TRg; gobangsan formation)은 사동층 상위에 정합으로 놓이며 주로 백색의 조립질 사암과 흑색 셰일로 구성된다. 이 층은 삼척탄전의 함백산층, 도사곡층 및 고한층에 대비되며, 옥갑산층이 이에 해당한다. 원래 고방산층은 삼척 지역의 함백산층, 도사곡층, 고한층을 포함하는 페름기 중부-상부에 속하는 지층으로 평창과 정선에서는 그와 같은 층준이 연속적으로 유지되지 않는 지역적 특성이 있어 고한층 중부까지 상한을 둔 옥갑산층(玉甲山層)을 설정하게 되었다.

### 녹암층
녹암층(TRn; nok-am formation)은 평창 지역 평안 누층군의 최상위 지층이며 녹회색의 세립질 사암, 실트암 및 셰일로 구성되며, 삼척탄전의 동고층 및 평창탄전 정밀지질보고서의 상원산층과 박지산층이 이에 대비된다.
정선 지역
정선군 북서부 평창군과의 경계 지역에는 광역적인 규모의 향사 습곡 정선 대향사(Jeongseon great syncline, 旌善大向斜)에 의해 고생대 석탄기~중생대 트라이아스기에 형성된 평안 누층군이 매우 넓게 분포하고 있다. 평창과 정선 양쪽에 걸쳐 있는 이 지역은 흔히 정선-평창탄전(旌善-平昌炭田)으로 불리며, 태백산지구지하자원조사단(GICTR, 1962)에 의해 태백산 분지의 평안 누층군이 아래로부터 홍점층(Ch), 사동층(Ps), 고방산층(TRg) 및 녹암층(TRn)으로 구분된 이래로 정선-평창 지역에서도 오랜 기간 이 층서 구분을 사용하고 있으나, 정선-평창탄전 정밀지질보고서에서는 이를 하부로부터 만항층, 금천층, 밤치층, 장성층, 옥갑산층, 상원산층 및 박지산층으로 구분하기도 하였다. 또한, 정선군 남부 영월군과의 경계 지역에는 같은 향사 습곡인 백운산 향사대(Baekunsan syncline zone, 白雲山 向斜帶)에 의해 백운산을 중심으로 평안 누층군이 동-서 방향으로 분포한다. 분포 지역은 위 지도를 참조할 것.

### 홍점층 (만항층)
홍점층(Ch; Carboniferous hongjeom formation) 또는 만항층(晚項層)은 평안 누층군의 최하부 지층으로 조선 누층군 정선 석회암층(Oj)을 부정합으로 덮으며 주로 녹색~녹회색의 중립 사암과 암회색 내지 녹회색 셰일 및 세립 사암으로 구성되고 수 매의 유백색 또는 담홍색의 렌즈상 결정질 석회암과 셰일을 협재한다. 흑색 셰일 중에는 탄질 셰일이 협재되며 본 지층의 두께는 250 m 내외이다.

### 사동층
사동층(Ps; Permian sadong formation)은 주로 암회색 내지 흑색 사암과 셰일의 호층으로 구성되며, 하부에 수 층의 렌즈상 석회암이 협재되고, 상부에는 석탄층이 협재된다. 이 지층은 하부 금천층과 상부 장성층에 해당한다.

### 금천층
금천층(黔川層)은 사동층으로 불려지던 함탄층의 하부 석회암대에 해당하는 지층이다. 주로 흑색 내지 암회색 셰일과 회색 내지 암회색 사암 및 2~3매의 암회색 렌즈상 석회암으로 구성되며 국부적으로 석탄층이 협재되기도 한다. 지층의 두께는 60 m 정도이다.

### 장성층
장성층(長省層)은 주로 흑색 셰일과 암회색 사암 그리고 3~4매의 무연탄층으로 구성되어 있으며 본 지층의 최상부로부터 50~60 m 하위에 비교적 연속성이 좋은 회색 조립(粗粒) 사암층이 협재되어 건층(열쇠층)의 역할을 하고 있다. 그러나 지역적으로는 본 사암층이 중립 내지 세립 사암층으로, 드물게는 실트스톤으로 점이되기도 한다. 장성층에 부존된 석탄층은 옥갑산층(고방산층) 기저부로부터 20~30 m 아래에 있는 상부 석탄층과 이로부터 20~30 m 아래에 있는 중부 석탄층 그리고 이로부타 약 50 m 아래 즉 장성층의 기저 조립사암 위쪽으로 약 15 m 에 하부 석탄층이 존재한다. 장성층은 주향의 아래의 금천층과 평행하며 암석의 색 또한 흑색 내지 암회색으로 금천층과 유사하다. 본 지층의 두께는 120 m이다.

### 옥갑산층
옥갑산층은 삼척탄전의 함백산층, 도사곡층, 고한층에 해당하며 고방산층에 해당한다. 하부 유백색 조립사암과 중부의 흑색셰일과 사암의 교호층, 상부의 유백색 조립사암과 담녹회색 중립사암 교호층으로 발달하며 지층의 두께는 평균 300 m, 정선탄전 중부에서 450 m이다. 옥갑산층 중부에 있는 두께 20~30 m 셰일대 내에는 탄질셰일과 무연탄이 협재되며 본 셰일대에서 페름기를 지시하는 식물 화석 Pecopteris sp., Cladophlebis sp., Odontopteris sp., Longitolia Kawasaki, Tingia sp.가 발견되었다. 상부에는 적색 셰일이 협재되며 최상부로 갈수록 암회녹색 셰일이 많이 협재된다. 최강원과 박용안(1994)는 정선군 정선읍 회동리 지역의 옥갑산층을 조사하고 옥갑산층의 일부분이 과거 우각호에서 퇴적된 것으로 해석하였다. 옥갑산층 하부, 장성층과의 경계에서 120 m 상위에 있는 이 부분은 암회색 이암과 담회색 사암의 호층단위가 평균 5.1 cm 두께로 약 80회 반복된다.

### 고방산층
고방산층(TRg; Triassic gobangsan formation) 또는 옥갑산층(玉甲山層)은 주로 암회색 내지 흑색 셰일이 간간히 협재되는 유백색 내지 담회색의 조립질 사암과 암회색 세립 사암, 녹회색 셰일 또는 실트스톤 등으로 구성된다. 본 지층의 기저부는 규질 사암 또는 유백색 조립 사암으로 하부의 사동층과는 구분이 용이하며 중부는 암회색 내지 흑색 셰일과 사암의 호층대(互層帶)를 이루고 페름기를 지시하는 식물 화석을 갖고 있다. 상부에는 담회색 중-조립 사암이 우세하고 유백색 사암과 적색 셰일의 얇은 층이 2~3매 협재되기도 한다. 이 층은 삼척탄전의 함백산층, 도사곡층 및 고한층에 대비된다. 지층의 두께는 450~500 m 정도이다. 옥갑산(1285 m)은 북평면 북평리 동쪽에 위치한 산이다.

### 녹암층
녹암층(TRn; Triassic Nok-am formation)은 녹회색의 세립질 사암, 실트암 및 셰일로 구성되며, 삼척탄전의 동고층 및 정선-평창탄전 정밀지질보고서의 상원산층과 박지산층이 이에 대비된다. 평안 누층군 최상위 지층인 본 지층의 기저는 녹색 조립 사암이고 상부로 가면서 녹회색 중립 사암과 석회질이 많이 함유된 녹회색의 실트스톤과 세립 사암의 호층으로 사층리, 연흔, 건열 등의 퇴적 구조가 잘 발달해 있고 최상부는 견고하고 층리 발달이 미약한 연녹색 괴상(塊狀)의 사암으로 되어 있다. 지층의 두께는 1,500 m 이상이다.

### 상원산층
상원산층(上元山層)은 담녹색 조립 사암을 기저로 녹회색 사암, 셰일, 석회질 사암과 실트스톤 등으로 구성된다. 본 지층에는 사층리와 연흔 등의 퇴적 구조가 잘 발달되어 있으며 두께는 1,500 m에 달한다. 상원산(1421.7 m)은 북평면 북평리 북쪽에 위치한다.

### 박지산층
박지산층(薄芝山層)은 평안 누층군의 최상부 지층으로 녹암층 상부에 해당한다. 주로 적색 역질(礫質) 조립 사암, 녹회색 및 적색 셰일과 세립 사암 등으로 구성된다. 본 지층의 두께는 500 m 내외이나 상부가 삭박(削剝)되어 원래의 두께는 알 수 없다.
정선군 북평면 숙암계곡의 평안 누층군
- 평안 누층군 녹암층/상원산층, 정선군 북평면 숙암계곡 북위 37° 28′ 48.0″ 동경 128° 36′ 09.0″ / 북위 37.480000°  동경 128.602500°
- 평안 누층군 녹암층/상원산층, 정선군 북평면 숙암리 중봉2교차로 전면 북위 37° 28′ 50.0″ 동경 128° 36′ 35.0″ / 북위 37.480556°  동경 128.609722°
- 평안 누층군 녹암층/상원산층, 정선군 북평면 숙암리 중봉1교차로 전면 북위 37° 28′ 35.0″ 동경 128° 36′ 53.0″ / 북위 37.476389°  동경 128.614722°
- 평안 누층군 고방산층/옥갑산층, 정선군 북평면 나전리 국도 제59호선 도로변 북위 37° 27′ 57.0″ 동경 128° 37′ 15.0″ / 북위 37.465833°  동경 128.620833°
- 백석폭포와 평안 누층군 고방산층/옥갑산층, 정선군 븍평면 나전리

## 단양탄전
단양탄전은 충청북도 단양군에 북동-남서 방향으로 발달하며 밑에서부터 만항층, 금천층, 장성층, 함백산층, 도사곡층, 고한층과 동고층으로 구성된다. 만항층은 적색 셰일과 회색 사암이 주를 이루고 석회암을 협재하며, 금천층은 회색 내지 흑색의 셰일~중립사암 및 석회암으로 구성된다. 장성층은 흑색의 셰일~사암으로 수 매의 석탄층을 포함하며, 함백산층은 주되게 밝은 조립사암으로 구성된다. 도사곡층은 녹색 혹은 회색의 사암으로 주로 구성되어 있으며 고한층은 흑색 내지 암회색의 사암 및 셰일이 특징이나 사암은 때로 녹색을 띤다. 동고층은 담록색의 사암과 적색 셰일을 포함한다. 단양 지역에 분포하는 평안 누층군 지층들은 퇴적이후 습곡 작용과 충상단층의 운동을 겪었으며, 대부분의 층리가 북동-남서 방향의 주향과 북서 방향의 경사를 보인다. 습곡축 및 스러스트 단층들은 주로 북동-남서 방향으로 발달되어 있고, 이러한 습곡 및 충상운동은 중생대 송림 변동 및 대보 조산운동과 관련된 것으로 보고되었다.
김항묵(1971)은 단양탄전 지구에 분포된 조선 누층군, 평안 누층군과 대동 누층군에 발달된 사층리와 고수류에 대해 분석하여 단양탄전 지구의 쇄설성 퇴적물의 공급지가 본 지역의 동쪽에 위치한 것으로 나타났으며 평균적인 운반 방향은 295°인 것으로 보고하였다. 함백산층과 황지층군(도사곡층, 고한층, 동고층)의 사층리는 해성 환경을 지시하며 단양탄전의 평안 누층군 퇴적분지가 해양과 연결되었던 것으로 해석된다. 즉 평안 누층군은 만입(灣入) 분지 내 퇴적형이다.

### 과거의 분류
아래는 태백산지구지하자원조사보고서 석탄편(1962) 및 단양 지질도폭 설명서(1967)에 보고된 홍점층과 사동층의 설명이다. 단양 지질도폭에서는 죽령 단층 이남의 평안 누층군에 대해서만 설명하고 있다.
홍점층(Ch; Hongchoen formation, 紅店層)은 조선 누층군을 부정합으로 덮는 평안 누층군 최하위층으로 주로 덕절산(780.6 m)과 두악산(723 m) 동측에 발달하여 대강면 두음리, 단성면 북상리와 대잠리 등지에서 중생대 대동 누층군 반송층 아래에 얇은 대상(帶狀)으로 분포하고 반송층 향사 습곡 구조의 서측인 단성면 외중방리의 봉화대(443.9 m) 주변에도 소규모 분포한다. 본 지층의 주요 구성 암석은 혼펠스인 대(帶)홍암회색홍갈색치밀암, 얇은 층의 백색 규회석(硅灰石), 석회암이고 암회색 또는 담회색 사암과 흑색 셰일이 협재되며 타 지역의 홍점층에 비해 암회색이 우세하다. 본 지층에 협재된 규회암은 2~3매가 인지되며 보통 2~3 m의 두께이나 곳에 따라 다소 두꺼운 부분도 있다. 이 암석은 덕절산 일대와 회산리 남측에서 가장 잘 발달되어 그의 일부가 광석으로 채굴되었다. 회백색 조립사암은 단성면 북상리 남측 덕절산 부근의 홍점층 하부에 얇게 2~3매 협재된다. 암회색 셰일은 덕절산 부근과 회산리 남측 산 안쪽에 발달된다. 대강면 괴평리 부근에서 측정한 이 지층의 두께는 250~300 m이다. 지층은 조선 누층군과 비슷하게 북동 40~60°의 주향과 북서 30~50°의 경사를 가진다. 본 지층은 북상리 사깟봉(464.2 m) 부근에서 상위의 사동층에 의해 덮이며 덕절산 북서측에서 단층에 의해 조선 누층군 삼태산층과 접한다.
사동층(Ps; Permian Sadong formation, 寺洞層)은 홍점층 상위의 지층으로 죽령 단층 이북에서는 단양읍 덕상리에서 영춘면 오사리까지, 죽령 단층 이남에서는 단성면 북상리 일부 지역에 극히 소규모로 분포된다. 전반적으로 흑색 셰일이 가장 두꺼운 지층을 이루며 이 셰일은 흑색 사질셰일, 회색 내지 흑색 세립사암과 호층을 이루며 본 층 대부분을 차지한다. 이들 지층 중에는 회색 조립사암이 협재되어 있다. 본 층 하부에는 암회색 석회암이 평균 2.5 m 두께로 1 내지 5매 협재된다. 가곡면 대대리 북방 용산동 일대와 대강면 장림리에서는 변성암에 가까울 정도로 변성되어 있는데 이는 중생대 화강암 관입의 영향을 받은 결과일 것으로 보인다. 본 층에 협재되어 있는 석탄층은 3개로서 상탄층은 고방산층 기저부 직하 30 내지 50 m에 있으며 상탄층의 발달이 가장 좋다. 석탄층의 두께는 보통 30~50 m이나 탄층이 전혀 발달되지 않은 곳도 있고 1 m 이상의 포켓을 형성하는 경우도 있다. 중탄층과 하탄층은 국부적으로 양호한 부분도 있으나 대체로 수십 cm 이하의 얇은 층이며 탄질도 불량하다. 단양도폭에 의하면 죽령 단층 이남에서 주요 구성 암석은 칠흑색 셰일, 흑색 사암, 회백색 사암, 석회암 등이며 북상리 북측에서는 얇은층의 흑연과 탄질(炭質) 셰일이 협재된다. 약 2~3 m의 두께를 갖는 회백색 사암이 중부에 협재되어 있고 석회암은 1.5~2 m의 두께로 2매 협재된다. 얇은 층의 흑연이 2~3매 확인되나 모두 두께 30 cm 미만이다. 본 지층은 죽령 단층에 의해 지층이 다소 교란되어 단층 인접부에서는 북서 20~70°의 주향을 가지며 그 남부에서는 북동 20~40°로 변하고 경사는 남서 40~70°또는 북서이다. 지층 두께는 120~150 m, 죽령 단층 이남에서 약 80 m이다.

### 만항층
만항층(Manhang formation)은 과거의 홍점층에 해당하는 지층이다. 과거의 홍점통(홍점층군)이란 이름은 평양 부근의 홍점이라는 지명에서 유래한 것으로 평양 부근의 석탄을 함유한 석탄기-페름기 하부의 홍색이 우세한 지층을 지칭한 것이었으나 삼척탄전과 단양탄전의 '홍점층'이라고 되어 있던 부분과 완전 같다고는 할 수 없어 만항층으로 부르게 하였다.

### 금천층
금천층은 과거 사동층 하부에 해당하는 지층이다. 금천층은 삼척탄전에서 1969년 정창희에 의해 처음 명명되었으며 과거의 사동층 하부의 해성층 부분을 분리한 것이다.

### 장성층
장성층은 과거 사동층 상부에 해당하는 지층이다. 금천층 위에 부정합으로 놓여 있으며 함백산층에 의해 정합으로 덮인다. 이 지층은 단양탄전의 주요 함탄층이다.

### 함백산층
함백산층은 장성층 상위에 놓여 있으며 과거의 고방산층 하부에 해당한다.

### 도사곡층
도사곡층은 함백산층 상위의 지층이다.
- 정창희(1971)에 의하면 도사곡층은 담녹색을 띠는 조립사암을 주로 하고 회색의 중립사암을 협재한다. 가곡면 사평리 부근에서는 단층으로 좁은 편으로 함백산층과 접한다. 본 지층의 두께는 300 m 내외이다.[57]
- 도사곡층은 삼척탄전에서 고방산층의 중부 또는 일부 녹암층으로 불리던 지층이다. 이는 사평리 단층에 접하여 그 동쪽에 노출되며 함백산층을 정합으로 덮는다. 이 지층은 회녹색 중립사암을 주로 하며 적자색의 셰일을 협재한다. 주향과 경사는 함백산층과 같고 지층의 두께는 150 m 이상이다.[58]

### 고한층
고한층은 도사곡층 상위의 지층이다.
- 고한층은 가곡면 사평리 남쪽 3 km 지점에서 영춘 북서쪽 약 3 km 부근까지 도사곡층의 서쪽에 접하여 분포한다. 또한 사평리 동쪽 1.5 km를 지나는 단층 서측에 분포된 도사곡층에 접하여 약 5 km 분포한다. 본 층은 흑색 셰일, 암회색 조립사암, 담녹색 중립사암 등으로 구성된다. 사평리 남방 1.5 km에는 가곡면 대대리에서 흘러나오는 비교적 넓은 계곡이 있는데 이 계곡을 건너는 차도에서 이 계곡 상류로 500 m 정도 되는 곳에서 발견되는 고한층의 흑색 셰일 중에서 식물 화석이 발견된다. 본 지층의 두께는 200 m 내외이다.[57]

### 동고층
동고층은 평안 누층군 최상부 지층이다.
- 동고층은 단양탄전 중부에 분포하며 국부적으로 고한층을 부정합으로 덮는 것으로 보이는 두께 1 m 미만의 기저 역암층을 두는 곳이 있으나 조사가 더 필요하다. 본 층은 주로 담녹색, 담청색, 암회색 등의 세립사암으로 구성되고 그 중에 얇은 자색 실트질사암 또는 자색 셰일층을 협재한다. 곳에 따라 자색 셰일의 불규칙한 편(片)이 함유된 부분이 있다. 자색암층은 연속성이 불량하며 곳에 따라 여러 매의 자색층이 발견되나 1~2매만이 협재되는 경우도 있다. 기저 역암층을 구성하는 역은 직경이 15 cm에 달하는 것도 있으나 대부분은 4 cm 이하의 잔자갈로 역은 규질암이 많으며 역 사이에는 녹니석질 물질이 들어 있다. 본 층에는 사층리가 특히 잘 발달되어 있으며 단위층의 두께는 대부분 70 cm 미만으로서 함백산층의 단위층에 비하면 소규모이며 사층리의 층리 발달이 뚜렷하게 관찰된다.[57]

### 단양탄전의 지질 구조
단양탄전 지역에는 수많은 습곡과 단층(주로 스러스트 단층)들이 발달한다. 습곡축의 주향은 대체로 북동 30°이며 북서로 경사하는 등사 습곡으로 되어 있으며 향사의 서익부에 스러스트 단층이 발달한다. 스러스트 단층들은 모두 습곡과 그 생성 시기가 동일한 것으로 보인다. 이유는 스러스트 단층의 방향이 습곡의 방향과 거의 평행하며 큰 습곡 구조를 따라 스러스트 단층이 발달하기 때문이다. 스러스트 단층의 생성 시기는 2회가 있었으며 그 하나는 대동 누층군 반송층 퇴적 이전으로 실금산 스러스트 단층과 아평 스러스트 단층이 이에 속한다. 각동 단층은 반송층 퇴적 이후에 생성된 것이다.
단양읍 지역에는 동측부터 옥동 단층, 노동리 스러스트 단층, 기촌 스러스트 단층, 슬음산 스러스트, 각동 단층이 발달해 있다. 슬음산 스러스트와 기촌 스러스트 단층 상반에는 조선 누층군 막동 석회암층이 놓이지만, 노동리 스러스트 단층은 평안 누층군 장성층 분포지 내에 발달한다. 이는 함탄층이 다른 지층에 비해 미끄러지기 쉽기 때문이다. 기존의 연구자들은 각동 스러스트 단층을 제외한 나머지 단층들도 각동 단층과 같은 시기에 형성된 것으로 생각하였으나, 김정환 등(1984)은 대동 누층군 반송층 분포지역 동쪽에 발달하는 현천리 스러스트 단층, 도전리 스러스트 단층, 슬음산 스러스트 단층이 반송층에 의해 덮인다는 사실(=이들 단층은 반송층 퇴적 이전에 생성된 것)에 근거하여 중생대에 반송층이 퇴적되기 전 조산 운동이 있었다는 증거로서 송림 변동이 한반도 남부에도 영향을 미쳤다고 추론하였다.
습곡
- 덕상곡(德尙谷) 습곡대 : 단양 탄광 내에서는 수 개 조의 등사 습곡 구조에 따라 평안 누층군 장성층이 넓은 분포를 가지며 이 지역에서 장성층의 두께는 300 m 이상으로 확인되고 동일 탄층이 수 회 반복되는 것으로 나타났다.[60]
- 봉우등 습곡대 : 가곡면 사평리 소재 봉우등(695.7 m) 부근에서는 고방산통이 장성층 내 및 장성층 상위에 향사축을 따라 연장 분포되며 장성층 내에도 수 회의 습곡 구조가 발달된다.[60]
- 태화산 습곡대 : 영춘면 오사리 북서부의 태화산(1027.5 m) 부근에는 수 회의 향사와 배사 습곡 구조에 의해 고방산층이 넓은 분포를 보이는데 향사축을 따라 대동 누층군 반송층이 분포하는 곳도 있다.[60]
- 응봉(鷹峯) 습곡대 : 만항층과 금천층이 수 차례에 걸쳐 향사와 배사에 의해 반복 분포된다.[60]

단층
- 실금산(슬음산) 스러스트 단층은 단양읍 노동리에 소재한 실금산(슬음산, 671.3 m)을 지나는 북동-남서 주향의 단층으로 조선 누층군 두무동층과 막동 석회암층 또는 고성 석회암층이 평안 누층군 만항층, 사동층, 고방산층 위로 충상되어 있다. 이 단층의 북부 연장은 대동 누층군 반송층에 의해 덮여 지표에서 소멸된다. 주향은 북동 20°, 경사는 북서 60°이다.[60][10]
- 아평 스러스트 단층은 실금산 스러스트 단층에서 분리되어 북북동 방향으로 연장되다가 대동 누층군 반송층에 의해 피복된다. 단층의 이름은 가곡면 사평리의 아평 마을에서 유래되었다. 이 단층에 의해 평안 누층군 만항층에서 고방산층에 이르는 지층이 평안 누층군 녹암층 위로 충상되었다. 단층의 경사는 북서로 30~60°이다.[60][10]
- 현천리 스러스트 단층은 구단양 하방리에서 강을 건너 단양읍 현천리에서 심곡리를 지나 고수리 서방 1 km인 고수리로 이어지는 북동 30°주향의 단층이며 각동 스러스트 단층에 가장 근접하여 있고 대동 누층군 반송층을 조선 누층군과 평안 누층군 만항층 위로 충상시킨다. 현천리 스러스트 단층의 상반에는 조선 누층군 막동 석회암층이 발달하며 석회암층 내에는 여러 조의 소규모 스러스트 단층들이 발달한다. 현천리 스러스트 단층 하반에는 평안 누층군 만항층과 금천층, 장성층이 평행하게 분포한다.[57][59]
- 단양 고수동굴 주변에는 서쪽에서부터 고개 단층, 고수리 단층, 사평리 단층이라고 명명된 3개의 역단층이 발달한다. 이 단층들에 의해 조선 누층군 상부와 평안 누층군의 지층들이 충상(thrust)되어 막동 석회암층과 홍점층(만항층), 사동층, 고방산층이 각 2회 반복 노출된다. 이들 3개의 단층들은 각동 스러스트 단층과 주향이 거의 일치하며 각동 단층 남동쪽 가까이서 평행하게 달리다가 단양군 북부에서 각동 스러스트 단층에 합류된다. 그러므로 이들 단층은 각동 단층의 지류(支流)에 해당하는 것으로 보아도 좋다.[58]
  - 고수리 단층은 단양 고수동굴이 위치한 단양읍 고수리 일대에서 동굴 부락이 위치한 안고수 마을을 지나 설미기골이라고 불리는 계곡의 서측 50 m이내에서 설미기골에 거의 평행하게 북북동-남남서 방향으로 발달한 단층이다. 이 단층은 설미기골 상류의 고개를 넘어 남한강에 이른다. 고수리 단층은 안고수 마을에서 남쪽으로는 구고수교의 동쪽을 지나 석탄 폐석이 쌓인 사면을 지나 남진하는데 이곳에서 측정된 단층의 경사는 서쪽으로 50°이다. 이로 보아 고수리 단층은 북동 10°의 주향을 가지고 서쪽으로 50°정도 경사한 역단층이다. 고수동굴의 입구는 고수리 단층에서 약 60 m 서쪽에 있고, 그 출구는 고수동굴 입구보다 수직 거리로 약 40 m 높은 곳에 있으며 고수리 단층과 거의 근접하여 있다. 이렇게 보면 고수동굴은 고수리 단층 상반인 막동 석회암층 속에 있는 것이다. 고수리 단층의 낙차는 1,500 m로 계산된다.[58]
  - 고개 단층은 고수리 북서쪽, 단양읍 도담리 동부에 위치한 고갯길 서쪽을 따라 북동 20°의 주향과 서쪽으로 50°경사하는 역단층이다. 이 단층은 금천층(사동층 하부) 위에 놓여 있던 장성층(사동층 상부)과 함백산층(고방산층 하부)을 잘라서 하늘 높이 솟아 오르게 하여 결국 삭박 소실되게 하였는데 그 낙차는 약 600 m 로 계산된다.[58]
- 사평리 단층은 고수리 단층 동쪽 약 400 m에 위치하며 이는 대체로 함백산층(고방산층 하부) 내에 생긴 역단층으로 보아도 좋다. 다만 고수리 남쪽에서 장성층, 금천층, 만항층의 일부와 접하여 있다. 이 단층은 북동 10°의 주향을 가지고 단양읍 노동리 북서부에서 고수리를 지나 가곡면 사평리로 이어지며 서쪽으로 약 50°경사하는 역단층이다. 단층의 낙차는 약 700 m일 것으로 계산된다.[58]

## 문경탄전
문경시에서, 무연탄 석탄층을 포함하는 고생대 후기 평안 누층군은 중생대의 대동 누층군과 함께 한국의 주요 탄전 중 하나인 문경탄전을 구성하며, 마성면 동남부에서 가은읍 동부까지 북동 방향으로 비스듬히 발달한다. 아래의 조선 누층군을 부정합으로 덮고 중생대의 대동 누층군 단산층(Jd)에 의해 경사 부정합으로 덮여 있다. 문경시 내에 분포하는 평안 누층군은 홍점층, 사동층, 고방산층, 녹암층 4개 지층으로 구성되며, 홍점층에서 Brachiopoda, 사동층에서 Cordaites, Calamites, Pacopteros, Annularia, 고방산층에서 Cordaites 등의 화석이 발견되었다. 삼척탄전이나 영월탄전과 달리 문경탄전 지역에서는 아직까지도 과거 명칭인 홍점층, 사동층, 고방산층, 녹암층을 사용한다.
문경탄전 지역은 1929년 일본인 고생물학자 노부오 코바타케(小畠信夫; Nobuo Kobatake)에 의하여 처음으로 지질 조사가 실시되었다. 노부오 코바타네는 이 지역의 지질 시대를 조선계, 평안계 및 하부 대동계로 3구분하고, 평안계와 대동계의 경계선은 부운령 역암층을 기준으로 구분하였다. 그 후 시라키 타쿠지(素木卓二)와 노부오 코바타케는 이 개념을 살려서 부운령 역암층과 산수동 역암층을 연결하는 층준을 대동계의 기저 역암층으로 하여 이 층준의 이서부는 대동계로 해석하고 대동계 지층을 단산층으로 명명하였다. 특히 평안계 지층들 중 주 가행 함탄층이 협재되는 것은 고방산층이며, 사동층 내의 탄층 발달은 매우 미약한 것으로 보았다. 그 후 문경탄전 지역에 대해서는 국부적인 지질 조사가 실시되어 왔으며 특히 1960년대 말 문경탄전 북부 지역의 대동계 단산층 내에서 가행할 만한 석탄층들이 발견되어 채탄하기 시작하였다.
김형수 등(2014)에 의하면 문경탄전 내 변성사질암과 변성니질암으로 구성된 홍점층 변성광물의 온도와 압력 조건은 접촉변성작용의 결과로 판단되며, SHRIMP U-Pb 연대측정 결과 홍점층에서 가장 젊은 저어콘은 화성기원이며 연대는 327~310 Ma이다. 기존 태백산 분지의 만항층과 김형수 등의 연구 결과를 종합해 보면 평안 누층군은 석탄기-페름기 동안 대륙 연변부의 화산호 주변 환경 하에서 퇴적 작용이 일어났고, 또한 기원지에서는 화성활동이 비교적 짧은 시간 간격으로 반복적으로 일어난 것으로 판단된다.

### 홍점층
평안계 홍점층(Ch)은 이 지역에서 평안계 지층의 기저를 형성하고 있다. 불정동에서 호계면 견탄리, 오정산, 선암산 부근에 이르기까지 북동-남서 방향으로 대상(帶狀) 분포한다. 오정산과 가섭리 중간 지점에서 부운령(富雲嶺)을 거쳐 상선리 서북 약 1 km 지점에서 상선단층에 의해 절단되었다가 다시 산봉을 끼고 발달하나 단산 동편 산중턱에서 대동 누층군 부운령역암(Jp)에 의해 경사 부정합으로 덮이면서 첨멸(尖滅; 지층의 두께나 폭이 점점 줄어서 딴 지층 사이에 소실되는 것)된다. 부운령 남부에서는 북동 주향에 서쪽으로 급격히 경사져 있으나 부운령 부근에서 북부로는 반대편으로 완경사를 이루며 상선 단층 이동부에서도 서쪽으로 경사하거나 역전된 구조로 분포한다. 대부분 은회색 셰일(문경도폭) 또는 중립 내지 조립질사암, 사질셰일, 셰일 및 담홍백색 석회암(함창도폭)으로 구성되어 있는데 이는 녹회색 셰일의 변질물인듯 하다. 함창도폭 지역인 불정동-호계면 지역에서는 하부의 녹회색 사질 셰일층이 대석회암층과의 경계를 이루며 불정동 중앙에서 습곡에 의한 넓은 분포를 보인다. 해성퇴적암층으로서 두께는 평균 200 m 로 곳에 따라 상당한 변화를 보인다.

### 사동층
평안계 사동층(Ps)은 하위의 평안계 홍점층과 상위의 평안계 고방산층 사이에 정합적으로 놓인다. 하위의 홍점층과 비슷하게 불정동에서 호계면 견탄리, 오정산 동부를 거쳐 선암산 근처까지 북동-남서 방향으로 대상 분포한다.
- 문경도폭(1967)에 의하면 본 역에서 대부분 흑색 셰일 또는 흑색 사질셰일 등으로 구성되어 있고 사암은 희소한 편이다. 부운령 부근에서 잠시 첨멸되었다가 다시 부운령 동북방 700 m 지점에서 동북 주향의 산봉우리를 끼고 발달하는데 여기서는 상선(선암) 단층에 의해 절단되어 단층 양쪽에 지층이 반복 분포한다. 가섭리 북부로 발달하는 본 층은 직접 부운령 역암층에 의해, 가섭리 남부로는 고방산층에 의해 각각 덮이는데 이는 경사 부정합에 기인(起因)한다. 대체로 가섭리 남부에서는 북동 주향에 서측으로 급경사하나 북부에서는 동편으로 급경사하고 있다. 본 층 중에서는 2~3매의 현저한 탄층이 발달하는데 특히 가섭리 골짜기의 단기 탄광에서 최대 두께 15 m에 연장 150 m에 달하는 좋은 발달을 나타낸다.[63] 함창도폭(1968)에 의하면 두께 1.5 m 내외의 회색 석회암 박층(薄層; 얇은층)을 2매 협재하는 암회색 내지 흑색 셰일, 사질 셰일, 세립 내지 중립질 사암의 호층(互層)으로 대표되는 하부 호층대 및 흑색 셰일층을 협재하는 중립 내지 조립 암회색 사암으로 구성되는 사암대와 2 내지 3매의 무연탄층을 협재하는 흑색세립 사암, 사질 셰일 및 셰일의 호층대를 상부로 하는 3개의 대(帶)로 구분된다. 하위의 평안계 홍점층과의 경계는 최하부에 발달되는 회색 석회암 박층이, 상위의 평안계 고방산층과의 경계는 고방산층 최하부의 담회백색 조립 사암층이 지시층(指示)이 된다. 두께는 160 m 내외이다.[64]
- 문경탄전 북부와 중부에 분포하는 사동층 하부 셰일대에 협재된 렌즈상 석회암에서 이 지역에서 처음 발견된 신종 Diplognathodus n. sp. A을 포함해 Idiognathodus delicatus, Hindeodus minutus, Diplognathodus coloradoensis, Neognathodus bothrops, Neognathodus medexultimus, Streptognathodus elegantulus 등 5속 7종의 코노돈트 화석이 발견되었다. 불정교 부근의 사동충 하부 석회암에서는 Neostafella hanensis 등의 방추충이 산출되며 가섭 일대의 대정탄광 갱내 석회암에서는 Beedeina sp. 방추충 화석이 발견되었다. 이들 2속 2종의 방추충(푸줄리나) 화석은 삼척탄전의 금천층과 영월탄전의 판교층에서 발견된 바 있다. 이중 코노돈트 화석 Streptognathodus elegantulus는 상부 석탄기와 하부 페름기에서 널리 산출되며 그밖의 코노돈트와 방추충 화석들은 석탄기 펜실베이니아세 모스크바절(Moscovian/Desmoinesian 모스코비안)을 지시하는 표준 화석이다. 이 화석들에 근거하여 문경탄전 사동층 하부 셰일대의 지질시대는 중기 석탄기로 삼척탄전의 금천층과 영월탄전의 판교층에 대비될 수 있다. 다만 코노돈트 화석 Streptognathodus elegantulus을 포함한 일부 석회암의 지질시대는 잠정적으로 상부 석탄기의 미조리안(Missourian 또는 Kasimovian)에 해당한다.[67]

### 고방산층
평안계 고방산층(TRg)은 가은읍과 불정동의 경계 지역에서 오정산까지 북동-남서 방향으로 발달하며, 가섭리 북릉에서 첨멸한다. 상하위의 평안계 사동층 및 녹암층과 정합적인 관계에 있으며, 대부분 대동계 단산층(Jd)에 의해 직접 덮이나 오정산 남서부에서 평안계 녹암층(TRh)에 의해 덮이고 북단 첨멸부에서는 대동계 부운령(산수동) 역암층(Jp)에 의해 부정합으로 덮인다.
- 문경도폭(1967)에 의하면 본 층은 유백조립(粗粒) 규질사암으로 된 기저암으로 하위의 사동층과 구별되며 대부분 (담)회색의 조립 내지 세립사암으로 구성된다. 이밖에 흑색 내지 암회색 사질 셰일 또는 셰일이 협재된다. 더 자세하게는 (특히 오정산 일대 지역에서) 함탄대(含炭帶)를 중심으로 하부 규질 사암층, 중부 함탄 셰일층 및 상부 사암층으로 구분이 가능하다. 고방산층 전체 두께의 절반에 해당하는 200 m의 두께를 가진 하부층은 대부분 규화(珪化)되어 험준한 절벽이나 산봉우리를 이룬다. 중부층은 간혹 암흑색 사암을 협재하나 거의 흑색 셰일, 사질 셰일로 구성되며 2~3매의 탄층을 협재한다. 상부 사암층은 대부분 회색 조립 사암으로 구성되나 중립 내지 세립사암을 협재한다.문경 탄전은 고방산층내의 협탄층(挾炭層)이 잘 발달하고 있어 사동층의 석탄 함유층에 앞서 활발한 개발이 이루어지고 있는 것이 평안계로 구성된 탄전과 비교할 때 특이한 점이다.[63]
- 함창도폭(1968)에 의하면 하위의 사동층, 상위의 녹암층과 정합 관계이며 곳에 따라서는 산수동 역암층에 의해 부정합으로 덮이기도 한다. 문경도폭 지역과 마찬가지로 주로 사암으로 구성되는 하부 및 상부층과 셰일이 우세한 중부층 3개로 구분된다. 하부 사암대는 두께 100 m 내외로 주로 담회백색 조립 사암으로 구성되며 층 가운데에 흑색 내지 암회색 셰일 및 사질 셰일의 얇은층을 협재한다. 중부 셰일층은 두께 약 90 m로서 주로 흑색 셰일 및 사질 셰일로 구성되며 암회색 내지 흑색 조립/중립 사암층과 3~4매의 무연탄층을 협재한다. 상부 사암대는 두께 200 m 내외로 주로 담회백색 내지 담황갈색 조립 사암으로 구성되는데 회색 세립/중립 사암층 및 (녹)회색 셰일층을 협재한다. 총 두께는 400 m 정도이다.[64]
- 오정산 지하의 고방산층 탄층을 개발하고 있는 오적탄광에서는 Annularia sp., Cordaites sp.와 같은 식물 화석이 발견되었다.[63]
- '문경 토끼비리'는 영남대로의 일부분으로 영강 벼랑의 평안 누층군 암석을 인공적으로 절단하여 만든 길이다. 이 길을 따라 아래 사진과 같이 평안 누층군 고방산층의 노두를 관찰할 수 있다. 이 길은 국도 제3호선 진남휴게소 쪽에서 접근할 수 있다.

문경 토끼비리와 주변의 평안 누층군 고방산층 노두
- 북위 36° 39′ 34.0″ 동경 128° 07′ 48.4″ / 북위 36.659444°  동경 128.130111°
- 북위 36° 39′ 34.1″ 동경 128° 07′ 48.4″ / 북위 36.659472°  동경 128.130111°
- 북위 36° 39′ 32.7″ 동경 128° 07′ 49.3″ / 북위 36.659083°  동경 128.130361°
- 국도 제3호선 진남휴게소 (문경대로 1356)의 노두. 해당 노두에서는 사층리가 관찰된다.
북위 36° 39′ 35.4″ 동경 128° 07′ 40.1″ / 북위 36.659833°  동경 128.127806°

### 녹암층
평안계 녹암층(TRn)은 마성면 남부 신현리 일대에 소규모로 분포하며 하위의 고방산층을 덮고 상위의 대동계 산수동 역암층(Js)과 단산층(Jd)에 의해 (경사) 부정합으로 덮여 있다. (담)녹색 조립사암, 세립사암, 그 위로 담녹색 내지 갈색 사질셰일 및 셰일로 구성되어 있다. 대략 북동 주향에 서편으로 급경사한다. 불정동-가은읍-마성면 경계에 위치한 어룡산 서측 산사면에서 가장 두껍게 노출되어 두께는 400 m 내외에 달한다.
- 오정산은 마성면 오천리와 외어리, 호계면 호계리의 경계에 위치한 산이다. 부운령(富雲嶺)은 오정산에서 3.6 km 북동쪽에 있는, 마성면 외어리와 호계면 부곡리 사이의 고개이다. 가섭리는 오정산 동북동 0.5 km 지역(호계면 호계리 계곡)에 있었던 마을의 이름이다. 상선(암)은 선암리 계곡 상류 지역으로 선암산 부근 지역이다.
- 국도 제3호선 신현삼거리 부근에서 아래 사진과 같이 녹암층의 노두를 관찰할 수 있다.

문경시 마성면 신현리 신현삼거리
- 녹암층의 노두는 북북서쪽으로 80°정도 크게 기울어 있다.
북위 36° 39′ 46.0″ 동경 128° 07′ 23.6″ / 북위 36.662778°  동경 128.123222°
- 녹암층을 관입한 소규모 암맥
북위 36° 39′ 40.7″ 동경 128° 07′ 27.4″ / 북위 36.661306°  동경 128.124278°

### 운암사층
운암사층(w; wunamsa formation, 雲巖寺層)은 농암면 갈동리 북부, 화산리와 율수리 일부 지역 그리고 불정동과 유곡동, 상주시 이안면 안용리와의 경계 지역에 발달하는 시대 미상의 지층이다. 불정동과 유곡동, 상주시 이안면 안용리의 경계 지역에 소재한 수정봉 부근에 위치한 운암사에서 본 지층의 이름이 유래되었다. 운암사층은 1935년에 작성된 문경 무연탄 탄전 지질도에서 사동층으로 기재되었으나, 함창 및 용유리 지질도폭에서는 사동층에 대비되는 부분이 나타나지 않는다는 이유로 평안 누층군과 다른 별개의 지층으로 보았다. 운암사층 중에는 2~3매의 무연탄층이 협재된다.

## 보은탄전
보은탄전(報恩炭田)은 충청북도 보은군 마로면, 옥천군 청성면과 청산면, 영동군 용산면, 경상북도 상주시 모서면 화현리와 화서면, 화동면 일대에 분포한다. 보은탄전의 평안 누층군에서는 Calamites sp., Stigmaria sp., Tingia sp., Taeniopteris sp. 등의 식물 화석이 산출되었으며 보존 상태가 매우 불량하여 종의 식별은 불가능하나 타 지역의 식물 화석군과 유사하다. 방추충(푸줄리나) 화석 Pseudoschwagerina는 석탄기와 페름기의 경계를 지시하는 표준 화석으로 야외의 노두에서는 발견되지 않았고 한국동력자원연구소의 시추공에서 발견되었다.
청산 지질도폭 (1985)
청산 지질도폭에서는 평안 누층군을 하부 사암대와 상부 셰일대로 구분하며 평안 누층군은 옥천군 청성면 화성리, 장연리에서 보은군 마로면을 지나 상주시 화남면 평온리에 이르는 지역, 옥천군 청산면 명티리, 상주시 모서면 화현리, 화동면 평산리의 팔음산(771.3 m) 일대 지역, 화동면 이소리에서 판곡리에 이르는 지역 3개 지역에 분포한다.
- 평안계 하부 사암대(Pds; Pyeongan series lower sandstone zone)은 상술한 지역에 모두 분포하며 가장 넓게 분포하는 곳은 마노광산 부근이다. 하부 사암대는 상부 셰일대와는 거의 부정합적인 관계를 보이고 화강암류에 의해 관입당했다. 이 지층은 변성작용을 받았으며 회색 내지 암회색 사암이 우세하나 회색의 셰일이나 흑색 셰일 및 석탄층도 협재한다. 특히 탄층은 마노광산 부근에서 잘 발달하며 열량이 매우 높은 고질의 흑연질 무연탄을 개발하고 있다.
- 평안계 상부 셰일대(Pcus; Pyeongan series upper shale zone)은 청성면 화성리~화남면 평온리 지역에만 스러스트 단층을 따라 분포하며 흑색 셰일과 흑연질 무연탄으로 구성되어 서부 보은탄전의 주요 가행 탄층이다. 마로면 소여리에 소재한 대성보은탄광을 비롯해 만월리 부근과 임곡리 남부 등지에서 과거 이 지층의 석탄을 개발하였다. 보은탄전정밀지질조사보고서(1978)에 의하면 본층의 3개소에서 식물화석인 Calamite sp.가 산출된다고 하였으며 대성보은탄광 갱내에서 Stigmaria로 보이는 화석이 발견되었다. 이들 화석에 의하면 본 층은 고생대의 지층이다.

영동 지질도폭 (1986)
영동 지질도폭에서 평안 누층군은 옥천군 청성면 소서리와 궁촌리, 청성면 조천리와 영동군 용산면 부상리 서부, 용산면 한석리와 시금리, 용산면 신항리와 율리에 고립적으로 분포한다. 이 지역에서 평안 누층군은 흑색 셰일과 사암, 탄질셰일 및 백색사암 내지 규암 등으로 구성되며 지층은 심한 교란으로 많은 습곡 구조를 나타낸다.
현재의 분류 (만항층, 금천층, 밤치층, 장성층, 함백산층)
- 만항층은 평안 누층군의 최하부 지층으로 보은탄전에서는 주로 회색 내지 녹회색 사암이 우세하며 자색 사암과 회색 석회암이 협재된다. 본 층은 조선 누층군 대석회암층군을 부정합으로 덮으나 일부 지역에서 스러스트 단층으로 접하고 있다.[68]
- 금천층은 주로 흑색 셰일로 구성되며 석회암과 세립사암 및 박층의 석탄층이 포함되어 있다. 암상은 밤치층과 매우 유사하나 방추충(푸줄리나) 화석 Pseudoschwagerina의 유무로 구분된다.[68]
- 밤치층은 주로 흑색 셰일로 구성되며 석회암과 세립사암 및 박층의 석탄층이 협재되어 있다. 본 층은 지역적으로 단층에 의해 반복 노출되며 지층의 두께는 상부와 하부가 단층에 접하고 있어 지역적으로 차이가 있으나 80 m 정도이다.[68]
- 장성층은 연장성이 불량하여 소규모로 분포하고 (담)회색 조립질사암, 흑색 셰일, 실트스톤, 석탄층으로 구성되어 있다.

## 화순탄전
화순탄전(和順炭田)은 전라남도 화순군 남동부의 천태산(482.5 m), 천운산(604.7 m), 옹성산(574 m) 일대에 북동-남서 방향으로 발달하는 탄전으로, 밑에서부터 용암산층, 오음리층, 함탄층과 천운산층으로 구성된다. 과거에는 호남탄전이라 불렸으나 호남 지역에는 화순 지역 외에도 보성, 해남, 강진 등지에도 석탄층이 분포하기에 현재는 화순 지역에 국한하여 화순탄전이라 부른다. 화순탄전 지역에서는 대한석탄공사의 마지막으로 남은 3개 탄광 중 하나인 화순광업소가 현재까지도 운영되고 있다.
현재 동갱지구와 복암지구에서 석탄이 가행되고 있으며 석탄층의 주향은 대체로 동북동~서남서 뱡향으로 광구를 가로지른다. 화순광업소의 석탄 생산량은 2012년 23만 2천톤에서 2022년 6만 3천톤으로 감소했다. 2023년 6월 30일 공식적으로 석탄 생산이 종료되었다.

### 용두리층
용두리층(yd; Yongduri formation, 龍頭里層)은 화순군 춘양면 용두리 남부에 소규모 분포하는 지층으로, 호남탄전 지질조사보고서(1965)에 의하면 탄전 내 평안계 지층 중 최하위의 것으로 용암산층에 의해 부정합으로 덮인다. 지층은 (담)회색 규암, 석영편암, 운모편암, 결정질 석회암 및 흑색의 점판암 등으로 구성되며 두께는 150~170 m 이상으로 하한을 알 수 없다. 본 층의 상하부에는 층리의 발달이 양호한 결정질 석회암이 발달한다. 본 층은 대체로 동-서 방향의 축을 가지고 동쪽으로 침강한 배사 구조를 이루며 분포한다.

### 용암산층
용암산층(y; Yong-am Mt. formation, 聳巖山層)은 화순군 한천면 오음리와 춘양면 우봉리의 경계에 위치한 용암산(547 m, 聳巖山)을 표식지로 하여 화순탄전 내에 북동-남서 방향으로 분포하는 지층이다. 이 지층에서는 화석이 산출되지 않아 지질시대는 불명이나 선캄브리아기, 캄브리아기-오르도비스기 혹은 석탄기에 대비된다는 등 다양한 견해들이 존재한다. 담회색 내지 유백색의 규암과 편암이 주를 이루며, 간혹 역을 포함하는 규암이 나타난다. 용암산층은 백아산 일대와 용암산에서 장흥군 유치면에 이르는 지역 그리고 도암면 벽지리 지역에 분포하는데 침강습곡과 타 지층의 피복으로 단속적으로 분포한다. 또한 용암산-천운산 지역에서 배사 구조의 축부에 대상 분포한다.
- 능주도폭(1966)과 호남탄전 지질조사보고서(1965)에 의하면 용암산층은 대부분 유백색 규암으로 구성되어 있으며 대체로 괴상(塊狀)이고 풍화에 강하여 산능선이나 봉우리를 형성하고 있다. 본 층의 주향과 경사는 용암산 북동부에서 북동 60°에 거의 수직으로 서 있으나 그 남서부에서는 배사 습곡의 영향으로 배사축 서익부는 북동 60°주향에 서쪽으로 50~60°경사하며 동익부는 북동 15~남북 주향에 남동 30°로 경사한다. 용두리 부근에서 지층의 두께는 350 m 정도이다.[72]
- 화순군 백아면의 백아산(817.6 m)에 분포하는 용암산층은 유백색의 규암으로만 구성되며 상위의 설옥리층과는 정합적으로 접하고 오음리층과는 스러스트 단층으로 접한다. 백아면 수리 동쪽 골짜기에서 관찰된 바에 의하면 설옥리층과의 접촉부에서 사층리에 의해 본 층이 설옥리층 하부에 위치한다는 것이 확인되었다. 수리 남쪽으로는 규암층에 발달하는 배사 습곡이 남남서 방향으로 30°경사하기 때문이다.[73]

### 오음리층
오음리층(Po; Pyeongan group Oeumri formation, 午陰里層) 또는 오산리층(Po; Pyeongsan group Osanri formation, 午山里層)은 점판암~편암류의 세립 변성암 및 셰일로 구성되며, 석회암과 탄층을 일부 협재한다. 지층의 두께는 150~300 m이다. 한천면 오음리에서 지층의 이름이 유래되었으며 한천면~동복면~백아면 일대에 북동-남서~남-북 방향으로 대상 분포한다.
- 능주도폭에 의하면 오산리층은 석영편암과 백운모 또는 견운모 편암을 주로 하며 편리의 주향과 경사는 북동 30~40°에 북서 30~40°이다. 오산리층은 운모편암대(Posm), 석영편암대(Psq), 폭 50 m 의 함탄슬레이트대(Posc)로 구분된다.[72]
- 화순탄전 북부에서 오음리층은 백아면 수리 서부에서 동복면 구암리 서부에 이르는 지역에 거의 남-북 방향으로 대상 분포한다. 이 지역의 오음리층은 담회색의 석영편암, 담갈회색의 운모편암, 유백색 내지 담회색의 규암, (암)회색 사암, 녹(회)색 세립사암과 천매암으로 구성되며 부분적으로 (암)회색 석회암, 탄질셰일, 흑색 세립사암 등이 협재된다. 백아면에서는 용암산층 및 설옥리층과 스러스트 단층으로 접한다.[73]

### 함탄층
함탄층(Hamtan/Coal-containing formation, 含炭層)은 흑색의 조립~세립 사암과 셰일이 주를 이루는 가운데 탄질 셰일 및 석탄층이 협재한다. 지층의 두께는 60~90 m이다. 문자 그대로 '석탄을 함유하는 지층'이라는 성의 없는 뜻이다.
- 오음리층 위에 놓이고 천운산층 아래에 위치한 함탄층은 첨정리와 동복면 읍애리에 거의 남-북 방향으로 분포하며 담회색의 석영편암, 규질사암, (암)회색의 사암, 흑색 셰일 및 무연탄으로 구성된다. 화순탄전의 함탄층은 삼척탄전의 장성층과 같이 몇 조의 윤회 퇴적층을 이룬다.[73]

### 천운산층
천운산층(Pcu/Pch; Pyeongan group Cheonun Mt. formation, 天雲山層)은 평안 누층군 최상부 지층이며 담회색의 사암 및 규암에 암회색 내지 흑색의 사암 및 셰일이 협재된다. 지층의 이름은 화순군 동면 운농리와 한천면 반곡리, 오음리의 경계에 위치한 천운산(604.7 m)에서 유래되었으며 지층의 두께는 600~700 m이다.
- 능주도폭에 의하면 천운산층은 도암면-춘양면의 천태산(482.5 m), 개천산(497.2 m) 일대 그리고 청풍면 신석리와 차리 일대에 분포하며 회색 내지 회백색 역질조립사암 및 조립사암과 흑색 셰일/점판암이 호층을 이루고 있다. 지층의 주향과 경사는 천태산 부근에서 북서 80°및 북 40°문암 북방 496고지에서는 북동 40°및 북서 30°, 천태산 북방에서 북동 50°및 북서 45°이다.
- 화순탄전 북부에서 천운산층은 동복면 신율리 동측과 읍애리에 거의 남-북 방향으로 소규모 분포한다. 천운산층은 주로 (담)회색 조립사암과 함력질사암, 담회색의 석영편암 및 규암으로 구성되고 셰일 내지 점판암이 드물게 협재된다.[73]

## 해남-강진 지역
전라남도 해남군 송지면에서 강진군 옴천면에 이르는 지역에 평안 누층군이 수 km 폭으로 북동-남서 방향으로 분포한다. 석탄층이 일부 협재되어 있으나 그 산출이 불량하여 개발되지 않았다.

### 오산리층
남창 지질도폭(1967)에서 보고된 오산리층(Po; Pyeongsan group Osanri formation, 午山里層)은 해남군 송지면 송호리에서 해남군 현산면 조산리까지 부근 산지와 평행하게 북동-남서 방향으로 분포한다. 본 층의 하부는 폭 10~15 m의 역암으로 되어 있고 그 위에 운모편암이 있으며 점판암, 흑연편암, 규암 등이 협재된다. 본 지층의 주향과 경사는 북동 15~50°및 북서/남동 60~80°로 등사습곡을 이루고 있다.